# 日本聖公会
日本聖公会（にっぽんせいこうかい、Nippon Sei-Ko-Kai, NSKK／The Anglican Episcopal Church in Japan）は、キリスト教の一教派・聖公会（アングリカン・コミュニオン）の構成団体のひとつ。

## 概要
聖公会は宗教改革の中からイングランドで創生した英国国教会（イングランド国教会、日本聖公会の用語では英国聖公会）をルーツとする教派で、広義のプロテスタントに含まれると見なす（あるいは自認する）見解もあるが、西方教会におけるカトリック教会とプロテスタントの中間というのが実態であり、「中道（Via Media）」の教会であると自認している。
聖公会はカンタベリー大主教を精神的指導者とし、世界165ヵ国以上に広がる42の管区（Province）と5つの特別管区（Extra-Provincial 小規模な自治区）からなり、信徒は数千万人で、各管区はいくつかの教区を持って教義を共有しているが、それぞれが自治権を有している。
1600年（慶長5年）にリーフデ号で日本に初めてきたイギリス人であるウィリアム・アダムス（三浦按針）は、英国国教会の信徒で、徳川家康の外交顧問と通訳を務めて日本で英学を教えるとともに、平戸のオランダ商館の創設に尽力した。その後、イングランド国王ジェームズ1世の許可を得て、1613年（慶長18年）にクローブ号（日本に初めて来航したイギリスの商船）で来日した、同じく英国国教会信徒のジョン・セーリスとリチャード・コックスが、アダムスの支援のもとで家康から朱印状（貿易許可証）を得て平戸にイギリス商館を創設し、アダムスは日蘭、日英外交の懸け橋となった。
日本で宣教を開始したのは、米国聖公会の宣教師であるジョン・リギンズとチャニング・ウィリアムズが長崎に来日した1859年（安政6年）で、文化庁編宗教年鑑平成30年版によると、国内に279の教会を持ち、信者数はおよそ48,500人で日本におけるキリスト教徒全体の約5%を占める。受聖餐者はおよそ20,000人。立教大学、平安女学院、桃山学院、聖路加国際病院、滝乃川学園、エリザベス・サンダースホームなど、200あまりの関連施設を持つ。
「聖公会」という漢語名称は「ニケヤ信経」および「使徒信経」に出てくる「聖なる公同の教会」（holy catholic Church）という意味であり、非公式には19世紀中葉から香港・中国で使われ始め、正式には1887年から日本聖公会で、その後中華聖公会、朝鮮聖公会（現・大韓聖公会）などでも用いられるようになった名称である。

## 歴史
明治時代、アングリカン・コミュニオンによる伝道は、5つの宣教団体によってなされた。
- 米国聖公会（The Episcopal Church in the United States of America）のウィリアムズ主教の来日により、東京・大阪・福岡を中心に伝道。
- イングランド国教会（The Church of England:英国国教会・英国聖公会）からは2つの宣教団体から宣教師が来日した。
  - S.P.G.（Society for the Propagation of the Gospel in Foreign Parts：イギリス海外福音伝道会）：主に東京・横浜・神戸で伝道。
  - C.M.S.（Church Missionary Society:英国聖公会宣教協会）：主に北海道・北関東・九州で伝道。
- カナダ聖公会（The Anglican Church in Canada）は遅れて、名古屋市を中心に中部地方で伝道。

その後、日本聖公会は1887年2月11日に成立した。
- 米国聖アンデレ同胞会（The Brotherhood of St.Andrew）：1883年（明治16年）11月30日、聖アンデレ日に米国シカゴのセント・ジェイムス教会で聖公会男子12名の同志により「祈りと奉仕」を実践し、男子、特に男子青年の間にキリストの御国拡張を目的として結成。日本には、1894年（明治27年）にチャ―ルス・H・エバンスが伝道師として来日し、奈良英和学校に赴任したのが始まり[11]。

20世紀前半、日本の海外進出に伴い、日本統治時代の台湾に台湾聖公会（台湾教区）、中国に大連聖公会（中華聖公会の北京教区内、イングランド国教会と共同で）などを設立し、日本統治時代の朝鮮において朝鮮聖公会を併合している。
- 聖ヨハネ修士会（SSJE）：1866年（慶応2年）に、英国オックスフォードのカウリーで設立された聖公会の男性修道会で、日本では1934年（昭和9年）にケネス・ヴァイアルが宣教師として来日し、日本の聖ヨハネ修士会（SSJE）に配属されて伝道活動を行った[12]。

### 年表

#### 19世紀以前

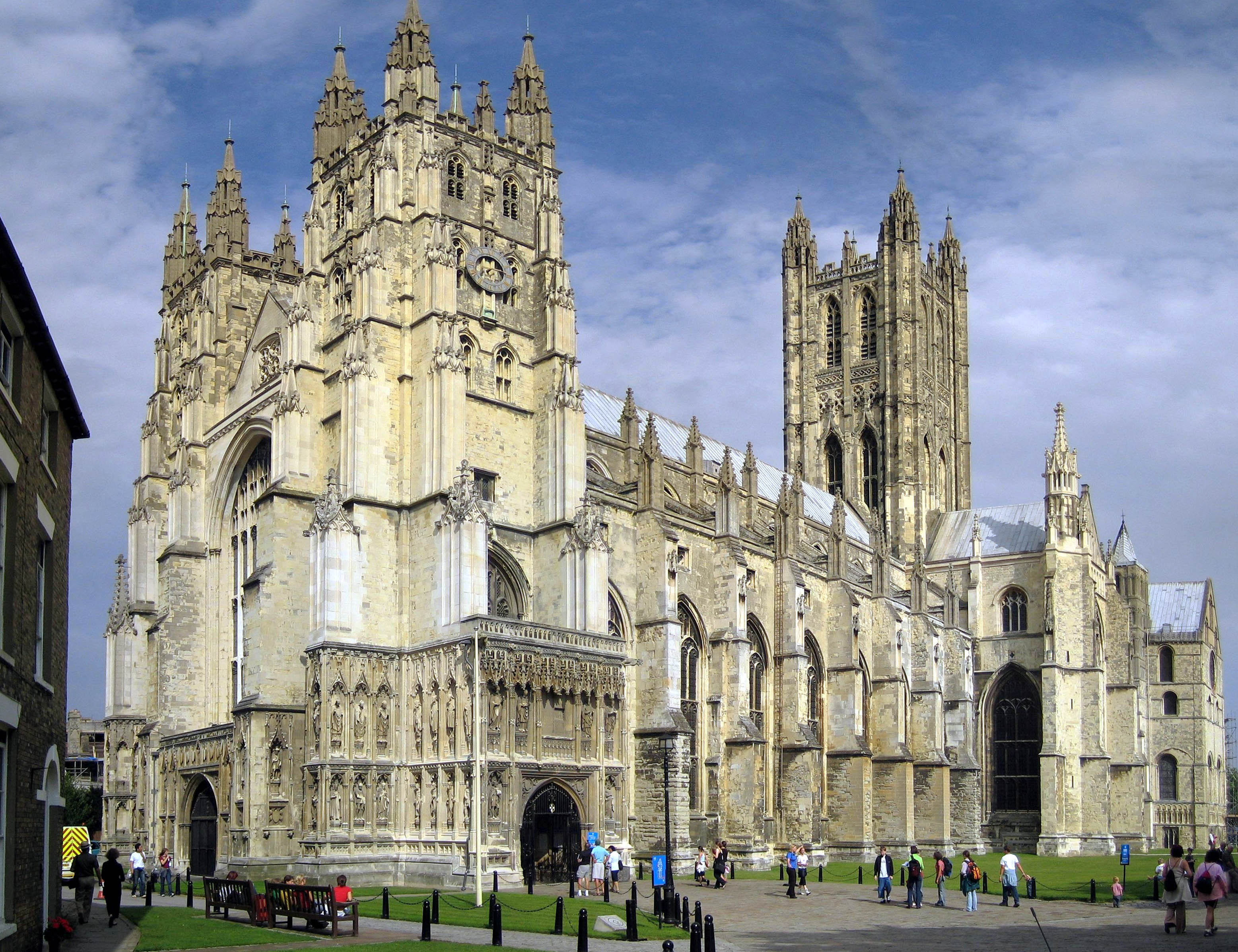
聖公会の始祖である英国国教会の総本山、カンタベリー大聖堂

- 597年 - ローマから英国（イングランド）に派遣されたオーガスティンが、初代カンタベリー大司教（大主教）に着座。聖公会の起源。
- 1534年（天文3年）- イングランド国教会（英国国教会）がローマ・カトリック教会から独立して成立。

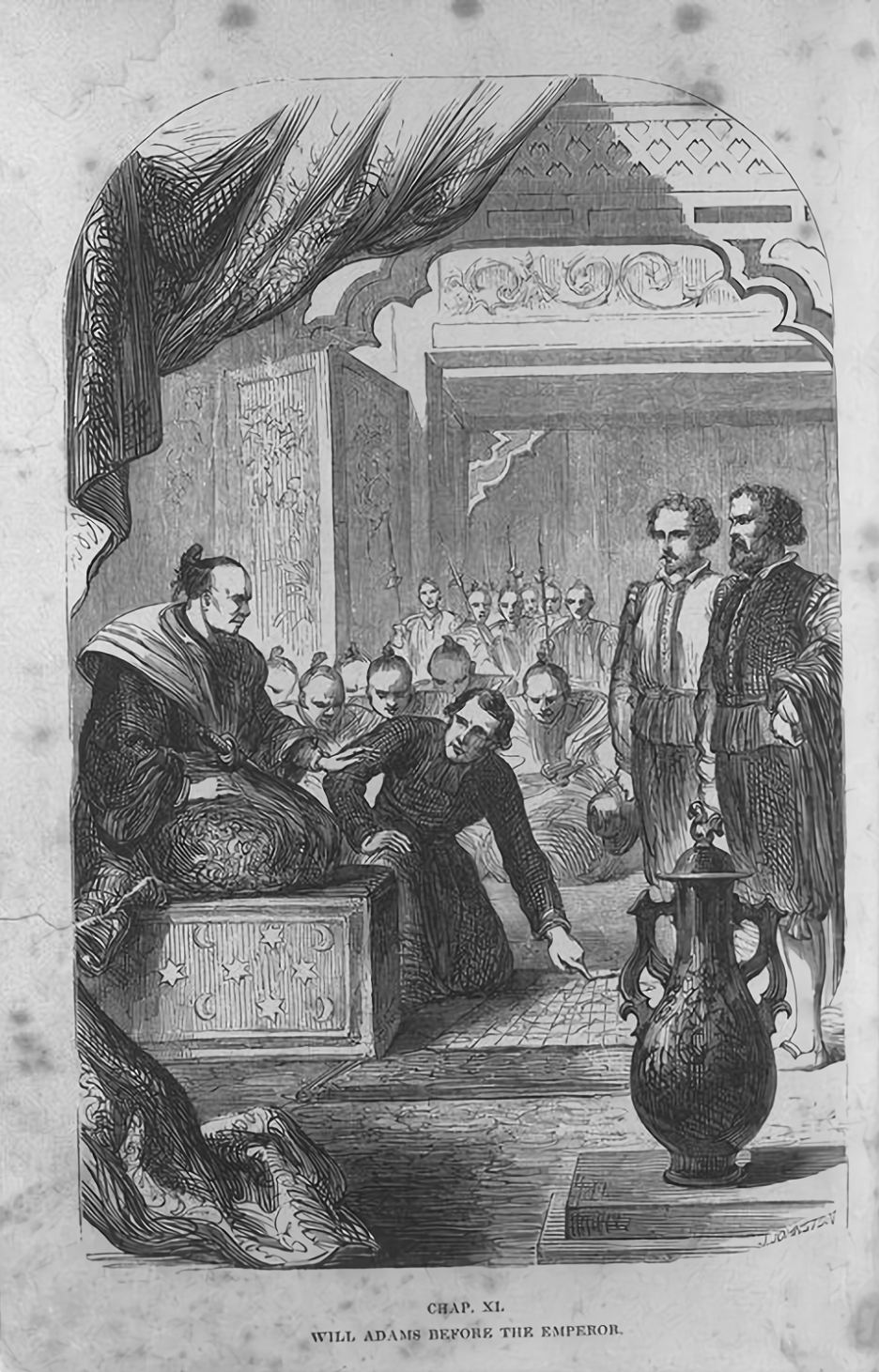
徳川家康の前のウィリアム・アダムス（日本に初めて来たイギリス人、聖公会信徒）

- 1600年（慶長5年）4月29日 - 聖公会の信徒であるウィリアム・アダムス（三浦按針／日本に初めて来たイギリス人）がリーフデ号で豊後国に漂着。徳川家康の外交顧問と通訳を務め、英学を教える。
- 1607年（慶長12年）- ウィリアム・アダムスが伊東で120tのガレオン船であるサン・ブエナ・ベントゥーラを完成させる。
- 1613年（慶長18年）6月11日 - 聖公会信徒であるジョン・セーリスとリチャード・コックスがイングランド王ジェームス1世の国書を持ってクローブ号（日本に初めて来航したイギリスの商船）で平戸に来日し、アダムスの尽力のもと、同年に家康から朱印状（通商許可）を得て、平戸にイギリス商館を開設。（日英通商の開始）
- 1784年（天明4年）11月14日 - アメリカ独立に伴い、サミュエル・シーベリー[注 1]がイギリス諸島以外で最初の聖公会主教となり、米国聖公会が成立。
- 1789年（寛政元年）- 米国聖公会がイングランド国教会から正式に分離され、イギリス諸島以外で最初のイングランド国教会となる[注 2]。
- 1821年（文政4年）9月 - 米国聖公会国内外宣教協会がフィラデルフィアで組織される[注 3][13]。
- 1834年（天保5年）- 米国聖公会国内外宣教協会が東アジア、東南アジア地域への宣教ミッションの派遣を決定[13]。
- 1837年（天保8年）- ウィリアム・ブーンが米国聖公会から中国への遣清宣教師に任命され、ジャワ島のバタヴィアに到着[14]
- 1842年（天保13年）- ブーンが、廈門(アモイ)で中国伝道を開始[14]。
- 1844年（天保15年）10月26日 - ブーンが中国諸地域管轄の主教（米国聖公会初代海外伝道主教）として選出される[14]。
- 1846年（弘化3年）
  - 4月30日 - イングランド国教会イギリス海軍の琉球伝道団から宣教医師バーナード・ジャン・ベッテルハイムが沖縄本島に上陸。聖書の琉球語翻訳など約8年間の布教活動を行う。
  - 7月19日 - アメリカ東インド艦隊司令長官のジェームズ・ビドル（米国聖公会信徒）が浦賀に来航し、米国として初めて日本と開国交渉を行う。
- 1848年（嘉永元年）
  - 聖公会信徒のラナルド・マクドナルド（日本最初のネイティブの英語教師）が長崎崇福寺の末寺、大悲庵で長崎奉行の要請で英語教室を開き、長崎通詞14名に教える[15]。ペリー艦隊来航時の日本側通訳となる森山栄之助も学ぶ。
  - 香港に聖ヨハネ座堂が完成。（東アジア最古の聖公会の教会堂で1849年に最初の礼拝が行われ、1852年にジョージ・スミス主教によって聖ヨハネ座堂／St John's Cathedralとして奉献。）

- 1853年（嘉永6年）

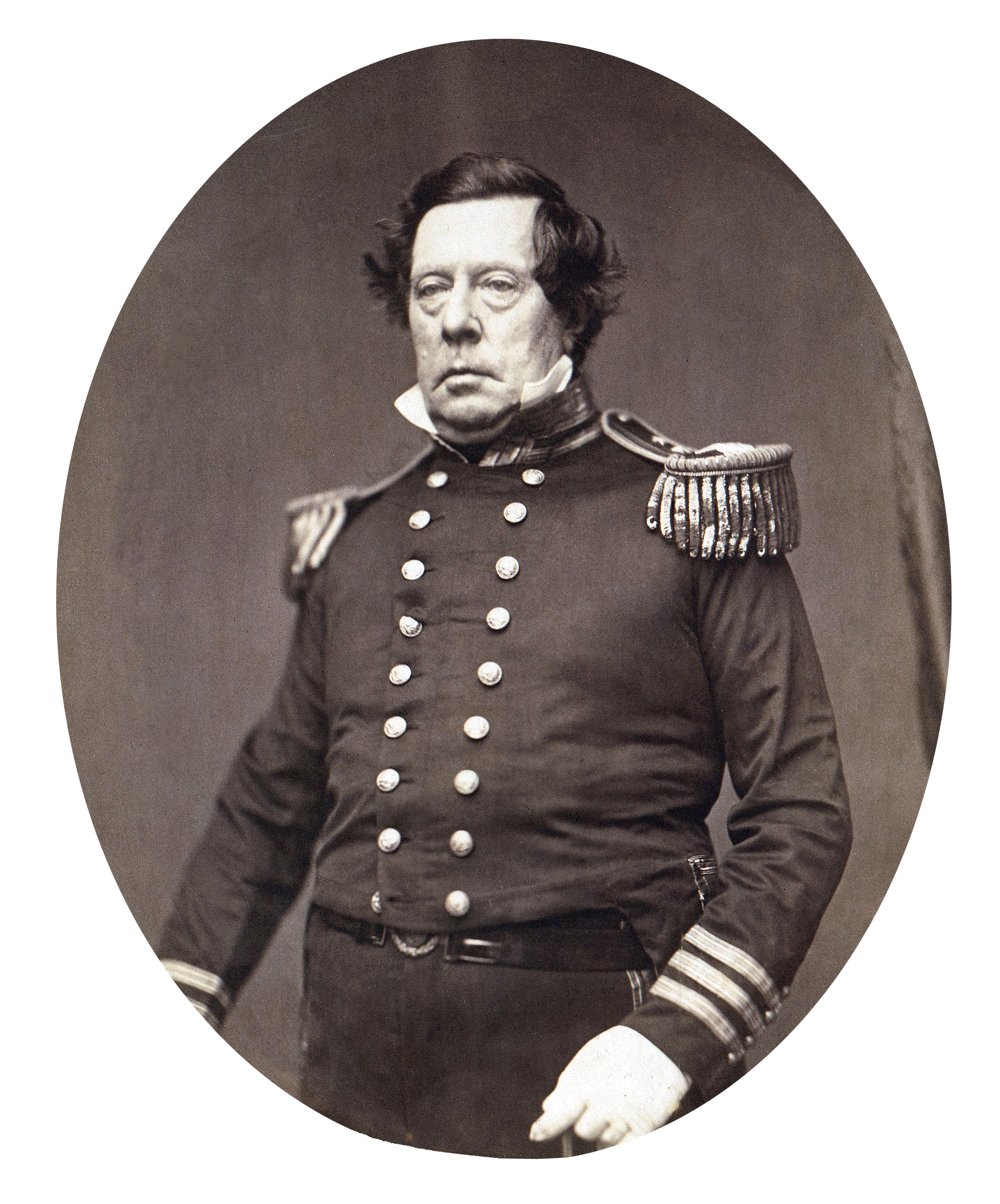
マシュー・ペリー（アメリカ海軍提督、聖公会信徒）

  - 7月8日 - 米国聖公会信徒のマシュー・ペリーが浦賀に来航。
  - 7月10日 - ペリー艦隊付米国聖公会司祭ジョージ・ジョーンズの司式でプロテスタントとして日本初となる礼拝を行う[16]。

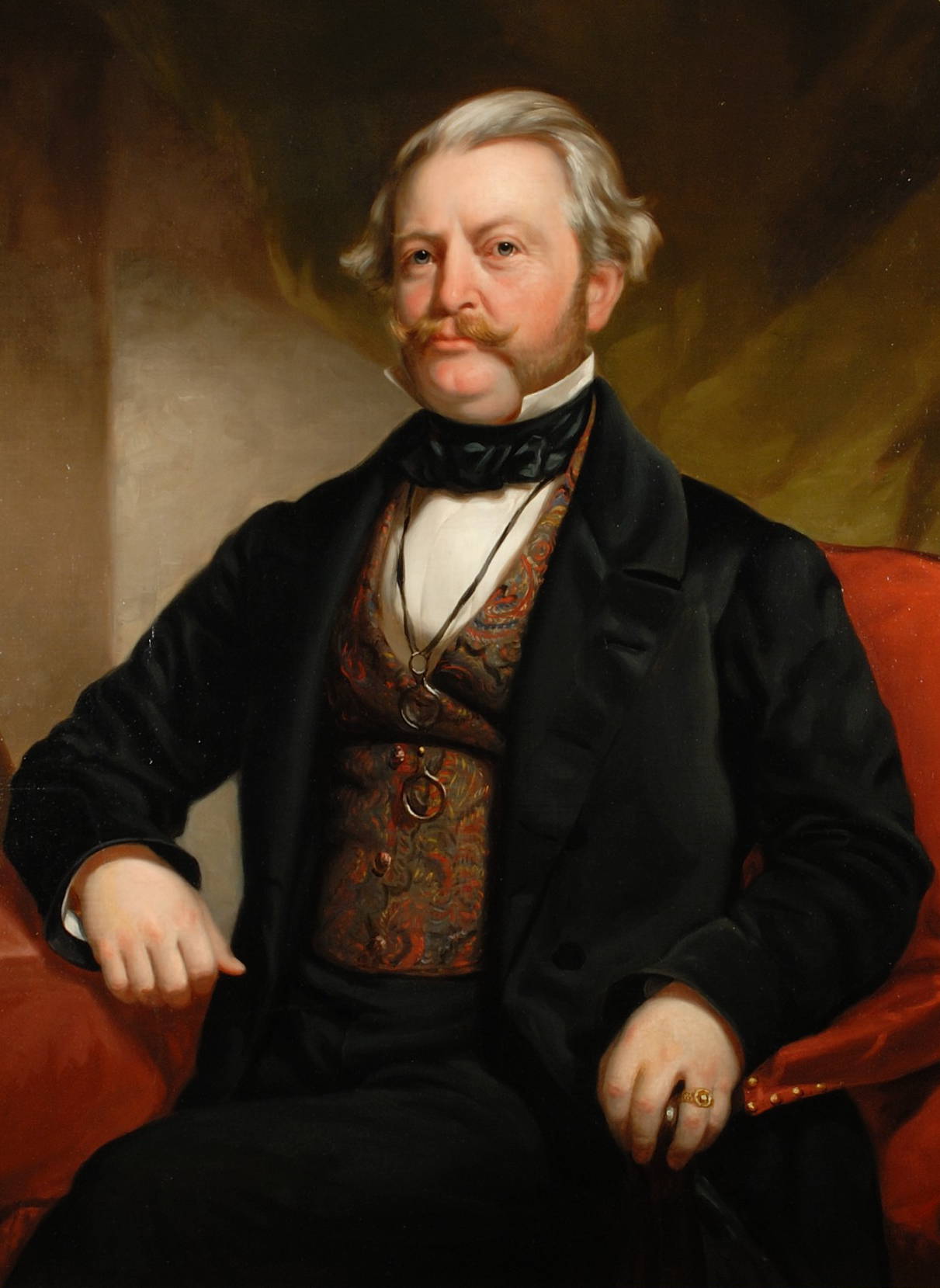
タウンゼント・ハリス（初代米国総領事、聖公会信徒）

- 1856年（安政3年）8月21日 - 米国聖公会信徒のタウンゼント・ハリスが初代米国総領事として下田に来航。

- 1858年（安政5年）

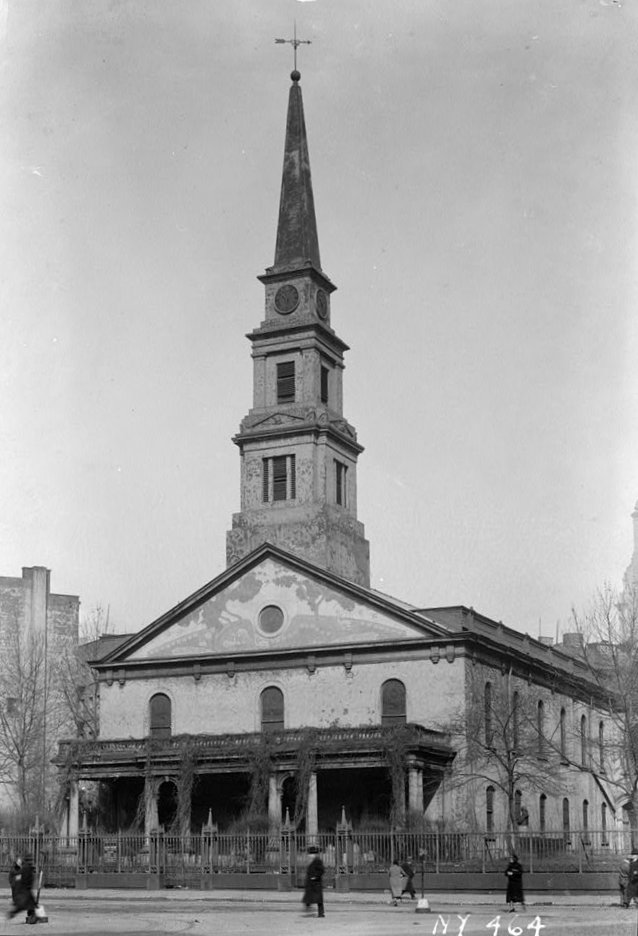
米国聖公会の日本伝道を支援したニューヨークの聖マルコ教会

  - 2月13日 - ブーンが函館に寄港した米国軍艦ポーツマス号の海軍士官が前年10月3日に書いた日本伝道を勧める手紙を上海の宣教師から受け取り、全文を翌3月発行の米国聖公会機関紙に寄稿。これにより、米国聖公会の日本伝道熱が高まり、ニューヨークの聖マルコ教会を始め、各地から日本伝道のための献金が米国聖公会内外伝道協会本部に集まる[17]。
  - 7月29日 - 日米修好通商条約が調印。ハリスが本国人の宗教の自由を認め、居留地内に教会を建てて良いとする第8条の条文を入れ、宣教師の来日が可能となる[18]。
  - 9月10日 - 米国軍艦ポウハタン号付きの牧師ヘンリー・ウッドが来日し、長崎奉行の要請により長崎通詞に2か月間にわたり英語教育を行う[19]。
  - 9月20日 - 米国軍艦ミネソタ号が長崎に入港。米国聖公会遣清宣教師のエドワード・サイルと、日本来航時のペリー艦隊の首席通訳官をつとめたサミュエル・ウィリアムズが日本宣教の可能性を探る目的を持って来日[19]。
  - 9月 - エドワード・サイル、サミュエル・ウィリアムズ、ヘンリー・ウッドが、母国の伝道協会宛てに宣教勧告書簡を送り、日本に派遣する宣教師を任命するように促す[19][20][注 4]。
  - 11月13日 - 米国総領事ハリスが、エドワード・サイル（米国聖公会遣清宣教師）宛の返書で神奈川で英語教育の学校を開設することを勧める[20]。
- 1859年（安政6年）
  - 2月 - 米国聖公会は米国聖公会内外伝道協会外国委員会で日本ミッション開設を決議。
  - 4月下旬 - ハリスが長崎を訪問。
  - 5月2日 - 米国聖公会宣教師ジョン・リギンズ来日。ハリスの支援のもと、長崎奉行の要請で私塾を開設し英学教育を開始。
  - 6月25日 - 米国聖公会宣教師チャニング・ウィリアムズ来日[21]。長崎県に滞在し、リギンズとともに布教活動、英学教育を開始。両者は私邸や長崎大浦の妙行寺に置かれた英国領事館を使って外国人のための礼拝を開始[22]。
  - 9月 - 聖公会信徒のトーマス・グラバーが長崎に来日し、礼拝に参加[22]。
  - 11月 - 後に長崎にできる英国聖公会会堂の二代目チャプレンに着任する、オランダ出身の宣教師グイド・フルベッキがアメリカから来日する。
- 1860年（安政7年）
  - 4月 - 英国聖公会のジョージ・スミス主教（CMS香港ビクトリア教区の初代主教）が長崎に来日[23]。
  - 8月 - 米国聖公会宣教医Ｈ.Ｅ. シュミットが長崎に来日。診療所と私塾を開設し、医療活動と医学、英語教育を行う[24]。
- 1861年（文久元年）5月 - イギリス海軍琉球伝道団解散。

- 1862年（文久2年）

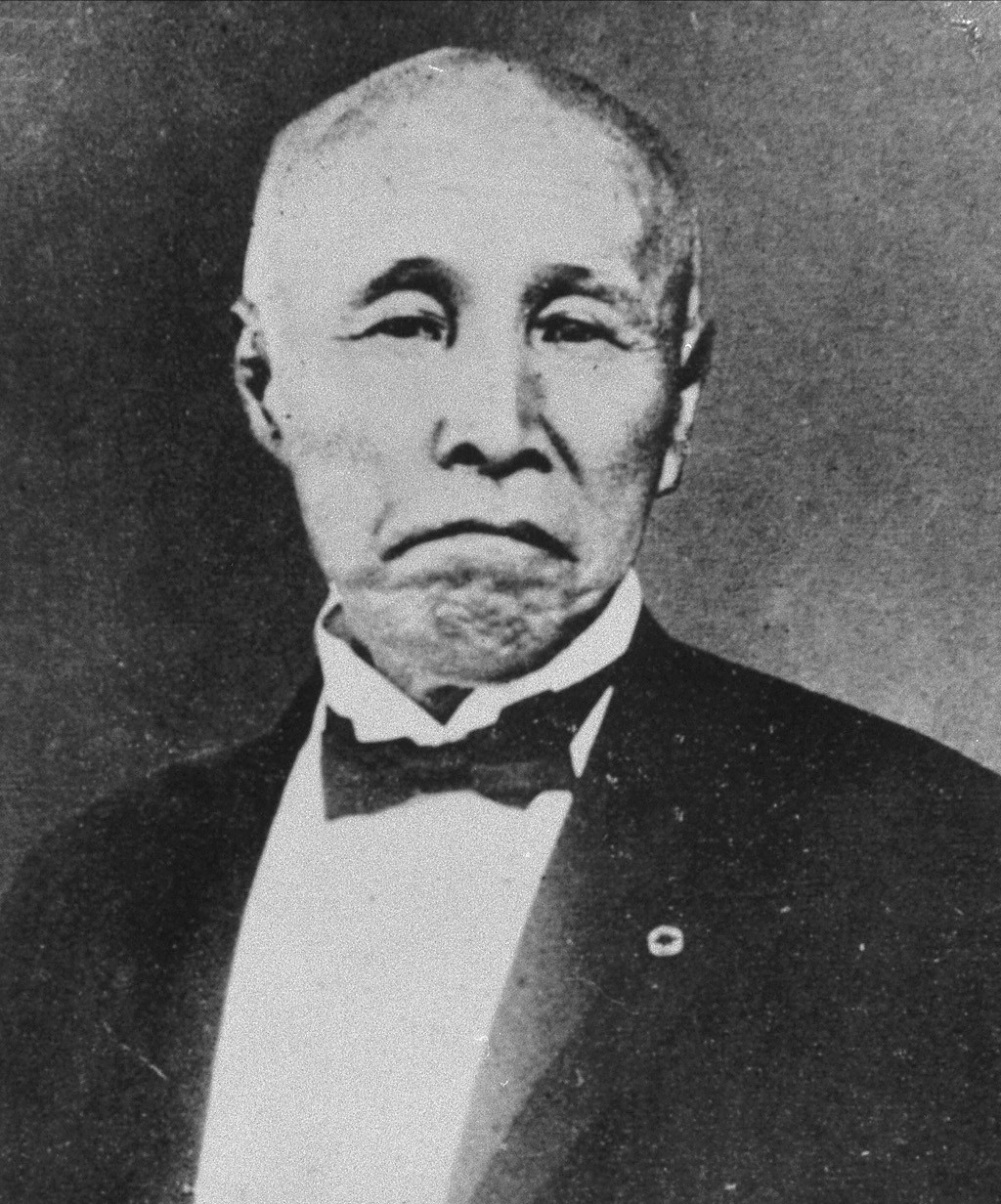
大隈重信（立教大学の源流である聖公会の長崎私塾出身、立教大学や聖路加国際病院の支援者）

  - 8月 - 英国聖公会のマイケル・ベイリーが来日し、横浜英国領事館のチャプレンに着任[25]。
  - 10月26日 - ジョージ・スミス主教の寄金をもとに、長崎・山手居留地内に居留民団のための日本に最初にできたプロテスタントの教会、英国聖公会会堂が献堂。ウィリアムズが教会のチャプレンとなる[26][27]。またウィリアムズは、大隈重信、前島密らに英語や数学などの英学を教える。
- 1863年（文久3年）
  - 10月18日 - プロテスタントとして横浜で最初の教会である横浜クライストチャーチ（横浜山手聖公会）の初代聖堂が完成。マイケル・ベイリーが初代チャプレンとして司祭に任命される[28]。
  - マイケル・ベイリーが横浜で英語塾を開き、日本人に英語を教える[28]。
  - 米国聖公会の女性宣教師ジャネット・カノヴァーが横浜に来日する。
- 1865年（元治元年） - 米国聖公会で初代日本・中国伝道監督（現在の主教に相当）W.J.ブーン師の後任としてウィリアムズを指名[23]。
- 1866年（慶応2年）
  - 10月 - ウィリアムズが日本・中国伝道監督に任命される（米国聖公会ニューヨーク教区主教座聖堂聖ヨハネ教会）。
- 1868年（慶応4年／明治元年）
  - 4月 - 福澤諭吉が英国国教会のキングス・カレッジ・スクールをモデルに慶應義塾を創設[29]。
  - 英国教会系の福音宣教協会（SPG）と教会伝道協会（CMS）が布教開始。グイド・フルベッキが東京大学の前身に当たる開成学校の教師になる。
- 1869年（明治2年）
  - 1月 - ウィリアムズの要請により、CMSの宣教師ジョージ・エンソルがCMS最初の日本宣教師として長崎に来日[注 5][13]。エンソルはCMSの日本で最初の英学塾である「英学稽古所」を開設。
  - 7月 - 米国のチャニング・ウィリアムズ主教が大阪市の川口に移住。
  - ウィリアムズが大阪・川口の与力町の自室に小礼拝堂を開き、英語礼拝と英語教授を開始[30]。
- 1870年（明治3年）
  - 1月 - CMSの宣教師ヘンダーソン・バーンサイドが長崎に来日。
  - ウィリアムズが大阪・川口の与力町に英学講義所（のちの大阪川口・英和学舎／立教大学の前身の一つ）を開設。
- 1872年（明治5年）
  - 4月 - マイケル・ベイリーの後任として横浜イギリス領事館チャプレンと横浜クライストチャーチのチャプレンにエドワード・サイルが代理牧師として着任。
  - 9月 - 横浜で第1回プロテスタント宣教会議開催。米国聖公会、SPG、CMSの宣教師が参加し、協力関係の構築で合意。
- 1873年（明治6年）
  - 7月4日 - 米国聖公会より派遣された宣教医師ヘンリー・ラニングが大阪に来日。同年、大阪川口居留地に米国伝道会施療院（聖バルナバ病院の前身）を開設、診療を開始。
  - 9月 - 米国聖公会の司祭チャールズ・ニューマン（Charles H. Newmam）が来日して東京に入る[31]。赤坂の陽泉寺に寓居して在京英米人のための主日礼拝を開始[32][33]。（米国聖公会初の東京拠点で日本聖公会東京教区の起源[32]。）
  - 9月25日 - SPGの宣教師アレクサンダー・クロフト・ショー、ウィリアム・ライトがSPG最初の日本宣教師として横浜に来日[34]。ショーとライトはニューマンも寓居する赤坂の陽泉寺に仮寓し、日本語の学習を始めるとともに、本堂内に礼拝堂を設け、英米の聖公会ミッションが連携して陽泉寺を拠点とする[35][32]。
  - 11月 - 米国聖公会のクレメント・T・ブランシェ（Clement T. Blanchet）とウィリアム・クーパー（William B. Cooper）が来日して東京に入る[31]。2人はニューマンが寓居する陽泉寺に同居し、同月18日には日本語教師を雇用して、日本語の習得を開始[33]。
  - 11月 - ウィリアムズが東京へ転居、布教活動を開始[36]。
  - 12月1日 - CMSの宣教師チャールズ・F・ワレンが神戸に来日、同月31日に大阪に入り、大阪・川口外国人居留地などで布教活動を開始。
  - 聖公会のセント・トーマス病院（英語版）の医師ウィリアム・アンダーソンが来日し、海軍軍医学校の解剖学・外科学の教授となり、軍医の養成を行う。

- 1874年（明治7年）

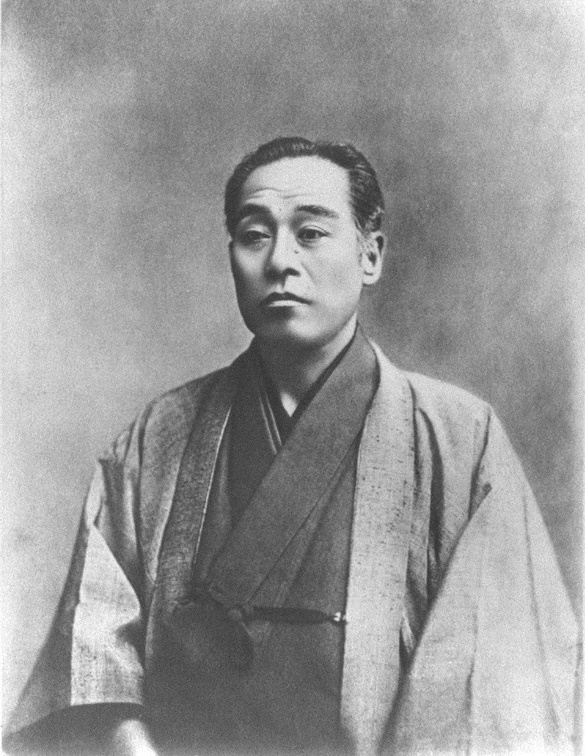
福澤諭吉（聖公会の支援者、聖公会のキングス・カレッジ・スクールをモデルに慶應義塾を創設。塾の敷地内への教会設立も賛同し、子供や孫が聖公会信徒となった。）

  - 2月3日 - 築地居留地にウィリアムズが立教学校（現・立教大学）を開設[37]。
  - 4月 - ショーが福澤諭吉家の家庭教師と慶應義塾の倫理学教授となり、聖書を教える[38][35]。
  - 4月 - CMSの宣教師ジョン・パイパー、フィリップ・ファイソンが来日し東京に入る[31]。
  - 12月 - チャールズ・ニューマン（Charles H. Newman）が日本のミッションを辞任しアメリカに帰国[39][36]。
  - ウィリアムズが深川西元町に教会堂を建て、翌1875年に献堂式を行う。（東京における米国聖公会の最初の会堂、聖三一教会）[注 6]
  - ウィリアムズ、この年に初代日本伝道専任主教となる[40]。
  - ヘンダーソン・バーンサイドが長崎東山手居留地のCMS拠点の一角に無料学校を開き、男子学生を教える。

- 1875年（明治8年）

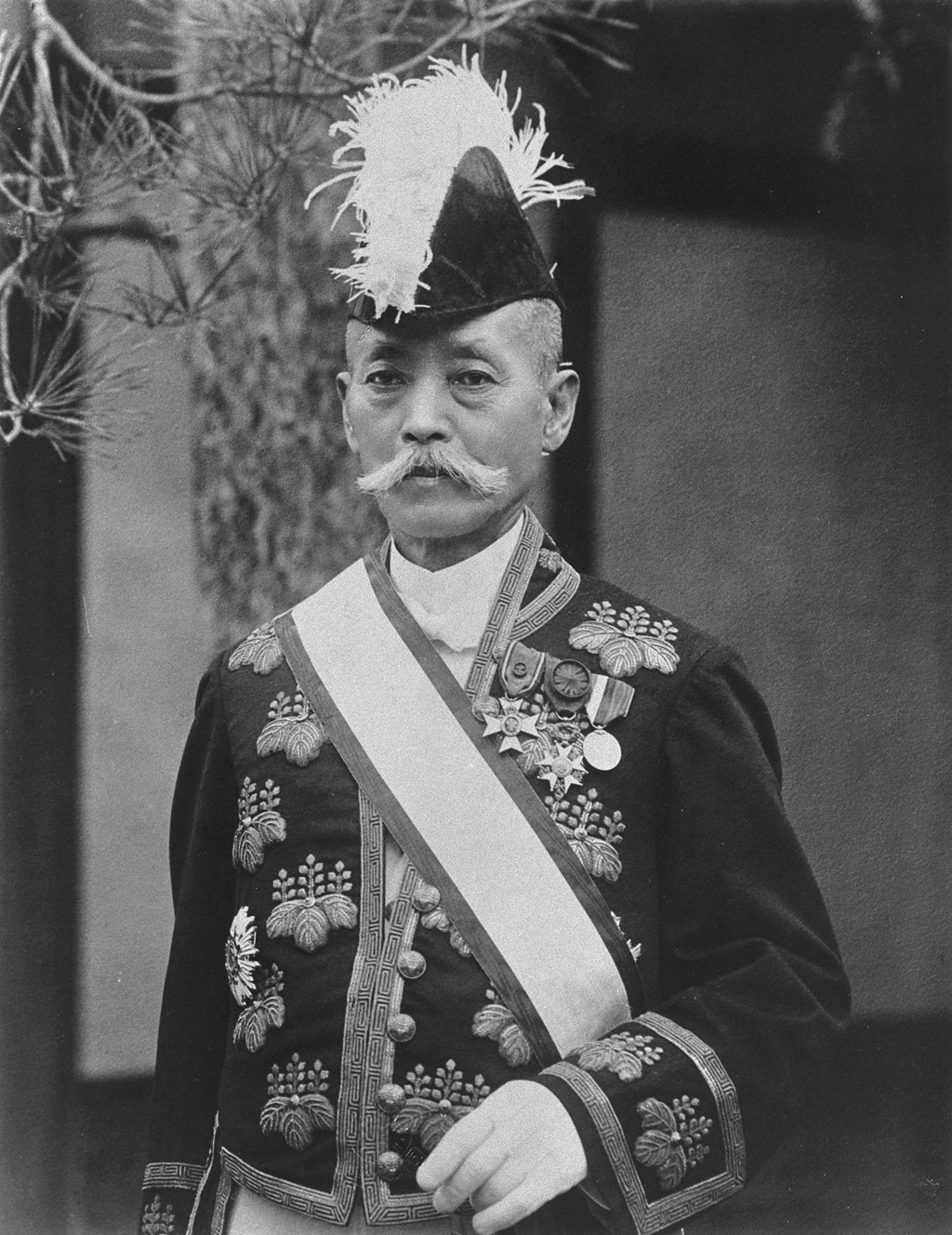
尾崎行雄（憲政の神様、ワシントンD.C.に桜を寄贈した人物）

  - 1月 - 米国聖公会から派遣されたアメリカ人教師のミス・エレン・ガードルード・エディが、大阪市の川口にエディ女学院（現・平安女学院）を開く。
  - 6月14日 - 島田弟丸とライトが後に麹町区となる第三大区三小区中六番町40番地に英語と洋算の私塾「乙亥学社」（SPGの日本で最初の英学塾）を創設。
  - 7月 - CMSの宣教師ハーバート・モーンドレルが夫人とともに長崎に来日。
  - 7月11日 - 日本人信徒のための聖公会最初の教会「長崎出島教会」が設立。バーンサイドが設立に尽力。
  - 12月 - 尾崎行雄がショーより洗礼を受ける[41]。
  - 年末 - ジョン・パイパーが築地の祝橋傍の元書店の建物を借りて『講義所』を開設[31]。
- 1876年（明治9年）
  - ショーが聖保羅教会（聖パウロ教会／芝・聖アンデレ教会の前身）を三田松本町に設立。
  - CMSの女性宣教師イライザ・グッドオールが長崎に来日し、ハーバート・モーンドレルをサポートしていくこととなる。
  - 7月21日 - クラーク博士立ち合いのもと、CMSの宣教師ウォルター・デニングが札幌農学校（現・北海道大学）第1期生の伊藤一隆に洗礼を授ける[42][43]。

- 1877年（明治10年）

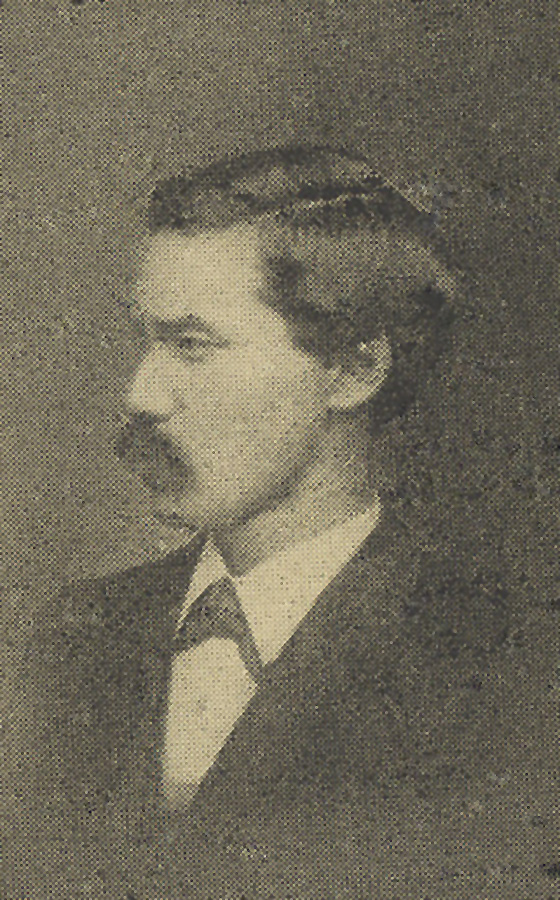
横山錦柵（日本人初のプロテスタント聖職者、聖公会初の日本人聖職者、米国聖公会伝道協会の新島襄と称される。）

  - CMSの信徒伝道者ジョン・バチェラーが初来日し北海道函館市に滞在。
  - 横山錦柵がヴァージニア神学校（英語版）を卒業し、同校出身の初のアジア人となり、米国聖公会の執事按手を受け日本人初のプロテスタント及び聖公会初の日本人聖職者となる[44]。
  - 6月 - 湯島にウィリアムズとクレメント・T・ブランシェが立教女学校（現・立教女学院）設立。
  - 米国聖公会のフローレンス・ピットマンが来日し、立教女学校（現・立教女学院）の校長となり、ブランシェ夫人を支える。
  - 9月 - モーンドレルが日本最古のプロテスタントの神学校である「長崎神学校」（長崎聖アンデレ神学校）を開設。
  - 10月 - ウィリアムズが東京・入船町の邸内に「東京三一神学校」を開設。
  - 11月30日 - 長崎東山手居留地9番に聖徒アンデレ日に長崎神学校の校舎が落成する。
  - 大阪聖三一教会の初代礼拝堂が建てられる[45]。
  - ジョン・パイパーが三十間堀（現・銀座4丁目から銀座7丁目）に第2の『講義所』を開設[31]。

- 1878年（明治11年）

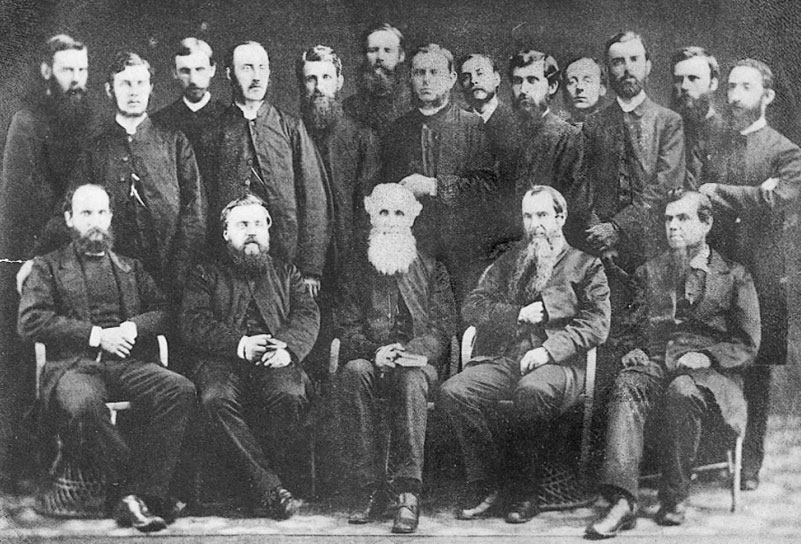
在日米英聖公会宣教師合同協議会（1878年）

  - 5月5日 - ジョン・パイパーが築地居留地52番に「聖保羅教会（セントポール教会）」を創設し、献堂式が開催。総勢220名による盛大な祝会となり、香港から迎えたジョン・バードン（英語版）主教の説教があり、駐日英国公使ハリー・パークスや、米国全権公使夫妻も来場[31]。
  - 10月 - ウィリアムズが家塾のかたちで始めた東京三一神学校を母体に、SPGと米国聖公会の共同神学校として形容が整うこととなり、新たな「東京三一神学校」を開設。
  - 12月13日 - テオドシウス・ティングが任地である大阪に到着し、アーサー・ラザフォード・モリスに迎えられる[46]。
  - 年末 - CMSの宣教師ウォルター・アンデレス（後の北海道主教）が長崎に来日。
  - この年、ウィリアムズの指導のもと、横山錦柵と田井正一が川越から地方宣教を開始[47]。

- 1879年（明治12年）

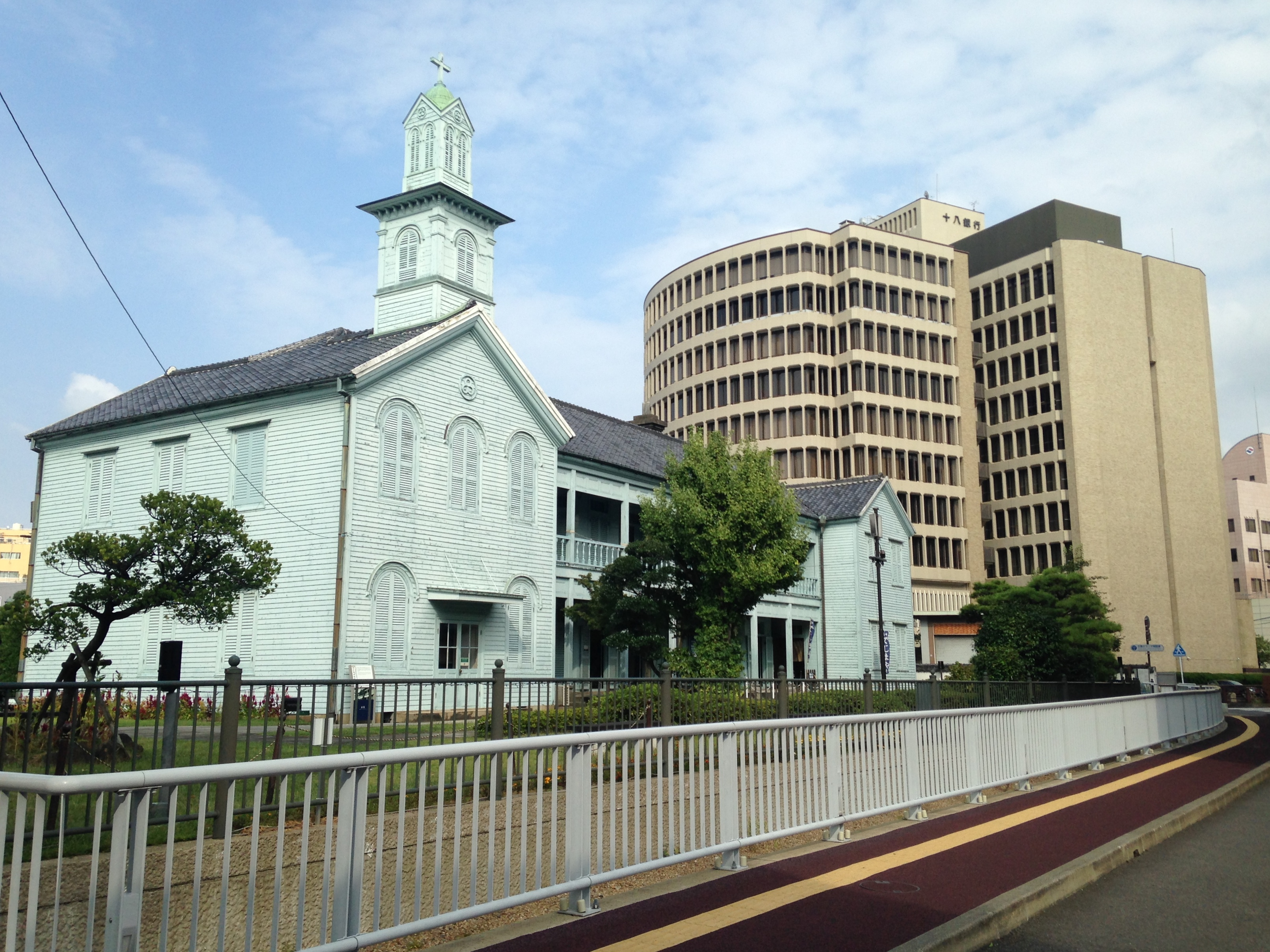
今も長崎出島和蘭商館跡に現存する旧出島神学校（旧出島英和学校、旧長崎神学校）（左）と十八銀行本店ビル（右）

  - 2月3日 - モーンドレルが長崎出島教会に隣接して「出島・英和学校」を開設。グッドオール女史が校長兼教師。グラバーが英国バーミンガムで特注で鋳造した鐘を学校に寄贈する[48]。
  - 祈祷書『聖公会祷文』が編纂される。SPGの宣教師フォス、宣教師プランマーが神戸に上陸。
  - 6月4日 - ショーが福澤諭吉の援助を受け、芝に聖アンデレ教会を設立。同時にショーとライトによって、教会の敷地内である東京・芝栄町12番地に「聖教社」を創設。
  - 12月 - ジョン・パイパーが聖保羅教会の隣に「明教学校」を創設[31]。
  - グッドオール女史が、かつてグイド・フルベッキが居住した東山手居留地3番に女子塾「ガールズ・トレーニング・ホーム」（女子寄宿学校）を開校。（のちの長崎女学校。）
- 1880年（明治13年） - プロテスタント諸教派による日本語新約聖書出版。大阪市の川口にあるエディ女学院が校名を照暗女学校に変更する。米国聖公会主教のジョン・マキムが来日し照暗女学校のチャプレンになる。米国聖公会から派遣されたジェームズ・ガーディナーが来日し、立教学校の初代校長に就任する。

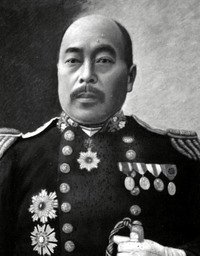
高木兼寛（聖公会のキングス・カレッジ・ロンドン医学部をモデルに東京慈恵会医科大学を創設。英国留学中に毎週教会に通った。）

- 1881年（明治14年）5月1日 - 英国国教会の聖トーマス病院医学校（英語版）（現・キングス・カレッジ・ロンドン医学部）で学んだ高木兼寛が、同校をモデルに成医会講習所（現・東京慈恵会医科大学）を創設。
- 1882年（明治15年） - 大阪川口・英和学舎（現・立教大学）の付属礼拝堂として聖テモテ教会（現・川口基督教会）を設立。設計はジェームズ・ガーディナー[49]。
- 1883年（明治16年）
  - 1月 - 米国式カレッジの立教大学校が開設され、ガーディナーが校長に就任する。明治政府によりミッションスクール第一号として認可[50]。大学校内に三一神学校を併置。同校の学生および築地を中心とする周辺の信徒、求道者が教室で集会を始め、翌年には大学校講堂で立教教会の名称の集会となる[50]。
  - 8月 - 大阪川口町8番地に木造2階建ての病院を新築。正式に「聖バルナバ病院」と名付ける。
  - 出島・英和学校が生徒数減少により閉校。閉校後の出島の校舎は長崎神学校の校舎として使用される。
- 1884年（明治17年）
  - ワレンが川口外国人居留地内の大阪聖三一教会内に大阪・三一神学校と三一小学校（現・桃山学院大学）を開校。イギリスから聖公会の宣教師アーサー・ロイドが来日。福澤諭吉の家で家庭教師をする。
  - 2月 - ウォルター・デニングが慶應義塾の英語教師に就任[51]。
  - 3月 - 米国聖公会宣教医、フランク・W・ハレルが来日。深川聖三一教会近くに「大橋診療所」を開設[26]。
  - 9月 - CMS「大阪聖三一神学校」の開校に伴い、長崎神学校は大阪聖三一神学校と合併。学生は順次大阪に送られて編入。

- 1885年（明治18年）

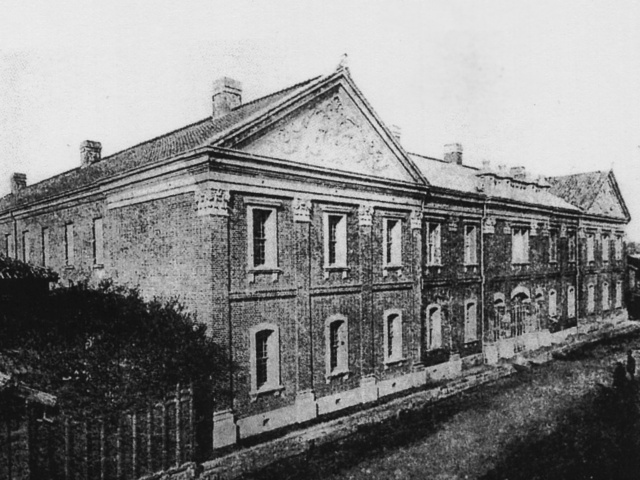
聖公会のミドル・テンプルで学んだ法学者らが中心となり創設した英吉利法律学校（現・中央大学）／撮影は1889年

  - 2月 - アーサー・ロイド（後の立教学院総理）がデニングの後任として慶應義塾で教鞭をとるようになる[52]。
  - 9月 - 英国国教会のミドル・テンプルで学んだ岡村輝彦（中央大学第3代学長）、穂積陳重（東京帝国大学法学部長）、増島六一郎（英吉利法律学校初代校長）、土方寧（東京帝国大学法学部長）を含む18人の法学者が英吉利法律学校（現・中央大学）を創設。岡村と穂積はキングズ・カレッジ・ロンドンでも学んだ[53][54]。
- 1886年（明治19年）
  - 4月 - ロイドが英語学部長として、慶應義塾の英語教育を統括する[55]。
  - イングランド国教会の主教エドワード・ビカステスが来日。
  - 長崎神学校が閉校。
- 1887年（明治20年）
  - 2月 - 日本におけるイングランド教会と米国聖公会の合同により、日本聖公会設立。米国聖公会、SPG、CMSは伝統を同じくするものとして、同一の祈祷書と教会規則を定める。
    - - 11日 川口外国人居留地内の大阪・三一神学校で第1回総会を開催。最初の法憲法規により、東京・大阪・熊本・函館を地方会の中央とすると定められる。

  - 6月 - ジョン・マキムと玉置格ら日本人信徒によって奈良基督教会が完成。
  - 6月 - 福澤諭吉がロイドのために邸宅として西洋館を建て、ロイドが慶應義塾内に喜望教会を創設する[56][57][55][注 7]。
  - 9月末 - 奈良英和学校が開校。
- 1888年（明治21年）
  - 4月 - 香蘭女学校開校。
  - CMSの宣教師ウォルター・ウェストン（日本アルプスの父）が来日[59]。

- 1889年（明治22年）

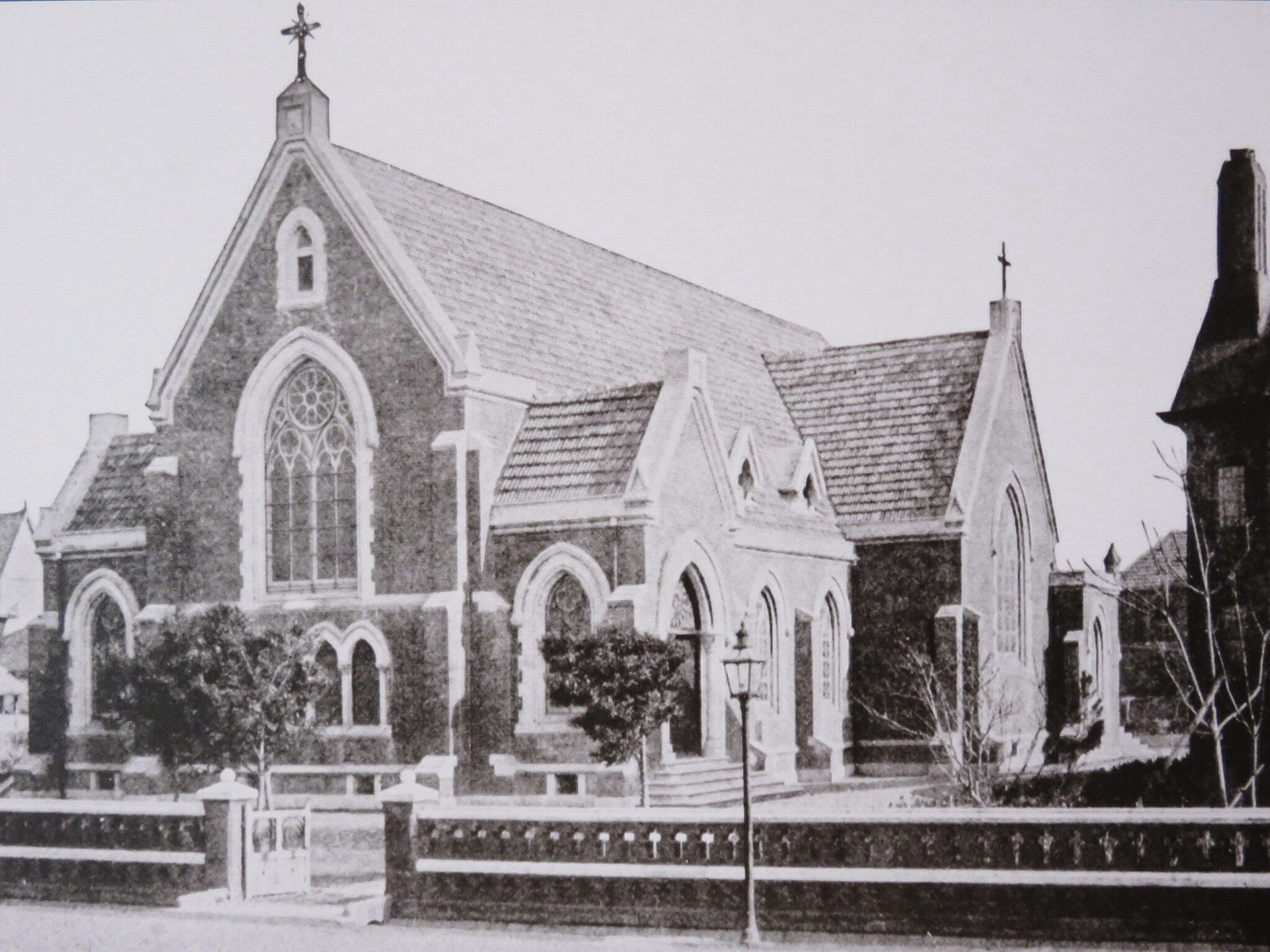
築地聖三一大聖堂（立教教会）（ガーディナー設計）

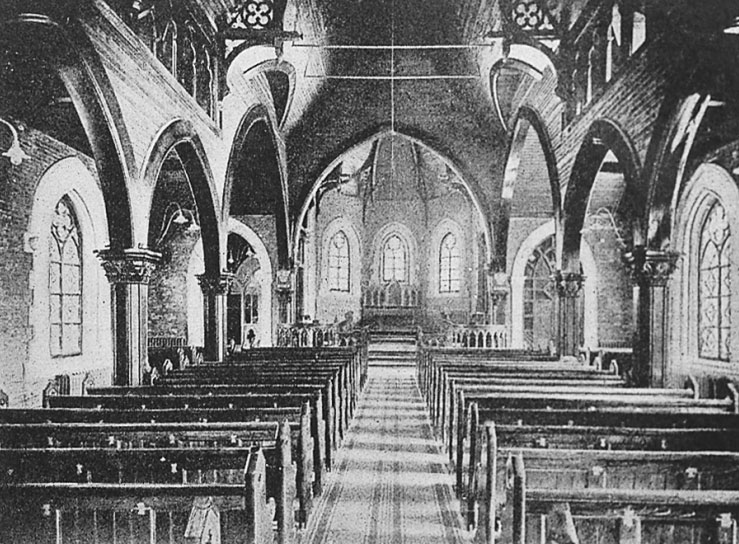
築地聖三一大聖堂（立教教会）内部

  - 東京・三一神学校寄宿舎が竣工（築地居留地53番）。
  - 4月20日 - マーサ・アルドリッチ（Miss Martha Aldrich）の指揮のもと、『Young Ladies' Institute』（和名：静修女学校）が開校[36]。
  - 10月8日 - ウィリアムズが日本伝道主教を辞任。ローマ字の祈祷書『Nippon Seikokai Kito Bun』が発行される。
  - 11月16日 - 京都・五条橋東2丁目に五条講義所（京都で最初の聖公会講義所）が開設され、ティングと高橋敬が布教活動を開始。同月には岡本かめが婦人伝道部として着任[60]。
  - 12月 - 東京・築地居留地39番にガーディナー設計の聖三一大聖堂（立教教会）が完成する。
- 1890年（明治23年） 
  - カナダ聖公会伝道協会（MSCC）の宣教師ジョン・ウォーラーが来日。東京、福島などを経て、現在の長野県、新潟県を中心に布教活動を開始。
  - 11月1日 - フランク・W・ハレルが辞任した後、ウィリアムズの要請により医師で聖公会信徒の長田重雄が京橋区船松町13番地に「愛恵病院」（英語名：Tokyo Dispensary）を開設して院長となる[61]。
- 1891年（明治24年） - ウォラー、日本人伝道師佐藤国三郎と白石村治が福島で布教活動を開始。東京市に滝乃川学園が開設される。

- 1892年（明治25年）

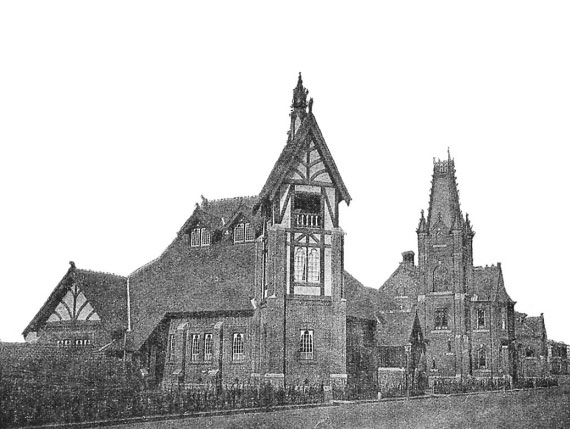
東京築地の三一会館（左）と三一神学校・付属図書館（右）

  - 築地居留地53番に東京・三一神学校（新校舎）・附属図書館が竣工。築地居留地54番に三一会館が竣工。
  - 小宮珠子ら女性信徒の有志で「メリーの友の会」が設立。その後、マキム主教夫人や宣教師の影響を受け、UTO運動（United Thank Offering 一致感謝献金）を軸に、各地方で小さな組織が生まれ、「婦人会」の組織づくりが始まる。
  - 「ガールズ・トレーニング・ホーム」を「長崎女学校」と改称。
- 1893年（明治26年）
  - ウィリアムズの後任としてジョン・マキムが江戸監督（現在の主教に相当）に就任。
  - 華族女学校で教師を務める石井筆子（当時・渡辺筆）が静修女学校の校長に就任[62]。
  - 12月 - ウィリアムズがアメリカに帰国。
- 1895年（明治28年）
  - 1月 - 奈良英和学校を奈良尋常中学校と改称し開校。
  - 再来日した米国のウィリアムズは京都に住まいを得、京都聖ヨハネ教会など3つの教会の管理を行う。『日本聖公会祈祷書』刊行。大阪市川口の照暗女学校が京都市に移転、校名を「平安女学院」に変更し開校する。
- 1896年（明治29年）
  - 第5回総会において、函館、東京北部、東京南部、京都、大阪、熊本の6地方部が設置される。
  - 6月13日 - 愛恵病院が築地居留地37番に移転し、「築地病院」（英語名：St. Luke＇s Hospital）と改称[61]。
  - 7月 - 札幌農学校（現・北海道大学）第1期生でクラーク博士から指導を受けた大島正健が私立奈良尋常中学校（奈良英和学校の後身）の校長に就任[63]。
  - ウォルター・ウェストンが『日本アルプスの登山と探検』をロンドンで刊行。

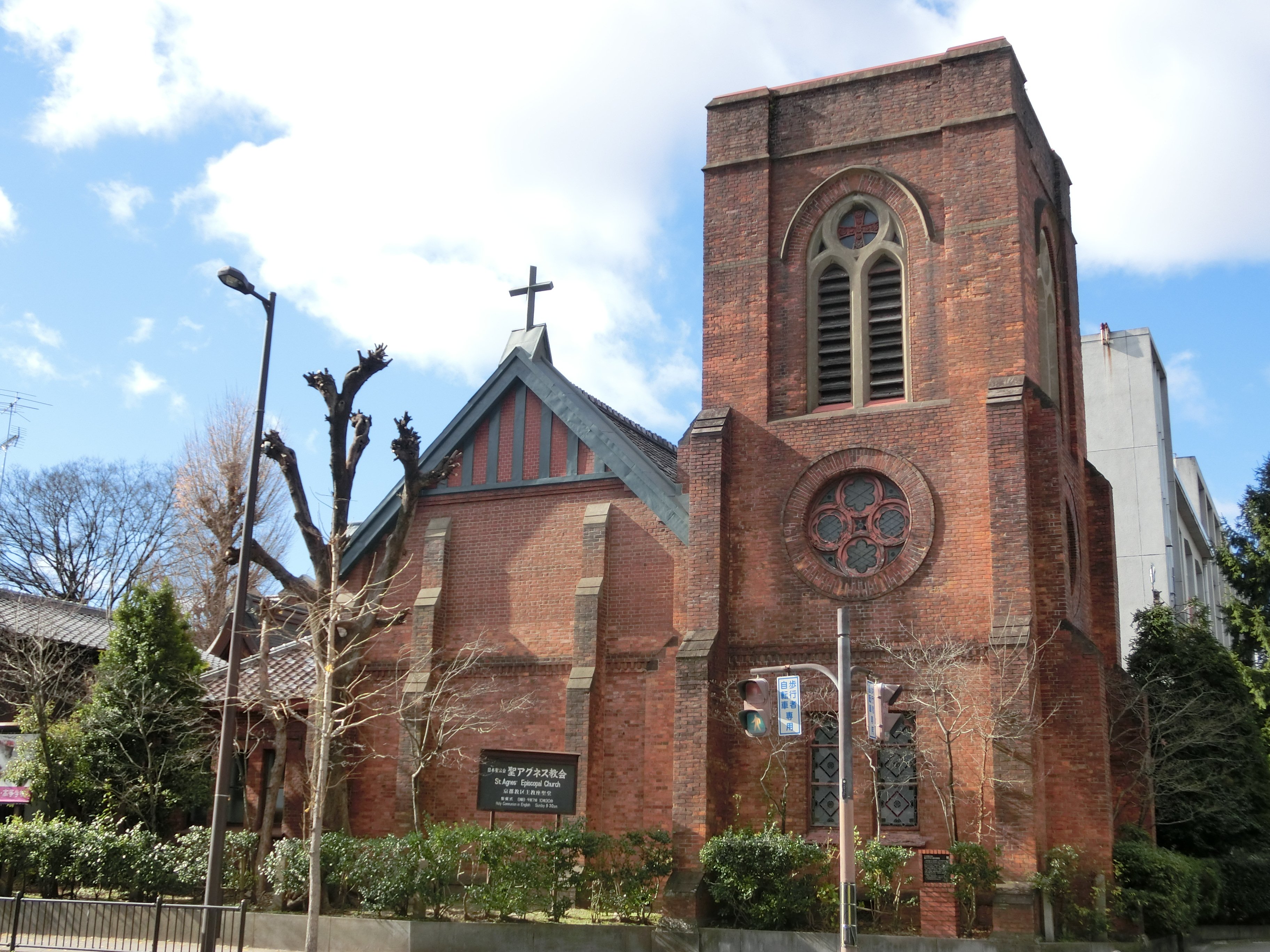
京都教区主教座聖堂聖アグネス教会

- 1897年（明治30年） - 日本領となった台湾に皆川晃雄を派遣（旧台湾聖公会の起源）。
- 1898年（明治31年）
  - 5月 - 京都市にガーディナー設計の聖三一大聖堂（現・京都教区主教座聖堂聖アグネス教会）が完成する。（平安女学院京都キャンパス内に所在）
  - 9月 - ジョン・マキムが婦人伝道師を養成する女学校（後の青葉女学院）を宮城県仙台市に創設[64]。
  - 10月 - ジョン・マキム主教により聖三一大聖堂（現・京都教区主教座聖堂聖アグネス教会）の献堂式が行われる。
- 1899年（明治32年）秋 - 築地病院が閉鎖。長田院長が辞任[61]。

- 1900年（明治33年）

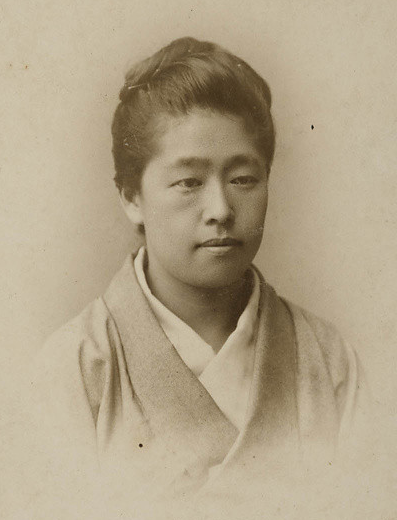
津田梅子（津田塾大学創設者）

  - 2月2日 - ジョン・マキムの米国聖公会本部への要請が実り、ルドルフ・トイスラーが夫妻で来日[61]。築地・聖三一大聖堂（立教教会）でシドニー・パートリッジ（英語版）の京都監督聖別式を挙行。アーネスト・サトウ駐日英国公使、アルフレッド・バック（英語版）駐日米国公使、ニコライ日本正教会初代日本大主教らが参集[65]。
  - 9月14日 - 聖公会信徒の津田梅子が女子英学塾（現・津田塾大学）を東京市麹町区一番町（現：千代田区三番町）に設立。

#### 20世紀
- 1901年（明治34年）
  - 1月後半 - ルドルフ・トイスラーが佃島に聖アンデレ診療所を開設[61]。
  - 2月2日 - 築地・聖三一大聖堂（立教教会）で英国ヴィクトリア女王の遥葬式を挙行。伊藤博文内閣総理大臣を始め閣僚、名士が参列[66]。
  - 2月12日 - 米国聖公会の宣教医師ルドルフ・トイスラーが旧築地居留地37番（築地病院跡地）に「聖路加病院（英語名：St. Luke＇s Hospital）」（現・聖路加国際病院）を開設[61]。
  - 9月26日- 築地・聖三一大聖堂（立教教会）で米国マッキンリー大統領の遥葬式を挙行。桂太郎内閣総理大臣を始め閣僚、名士が参列[67]。
  - 11月 - 米国聖公会派遣宣教師としてチャールズ・シュライバー・ライフスナイダーが来日。
- 1902年（明治35年） - 静修女学校の閉鎖にともない、土地と校舎と生徒を津田梅子の『女子英学塾』（現・津田塾大学）に譲渡[68]。

- 1903年（明治36年）

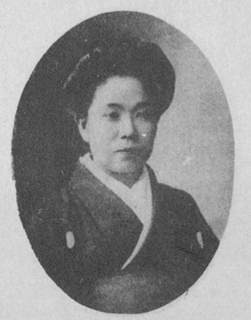
山脇房子（山脇学園中学校・高等学校初代校長）

  - 米国聖公会宣教師ジョン・アーミステッド・ウェルボーンが東京・本郷に聖テモテ教会を設立。
  - 山脇房子（聖公会信徒）が夫の山脇玄が設立した山脇女子実脩学校（現・山脇学園中学校・高等学校）初代校長に就任[69]。

- 1906年（明治39年）

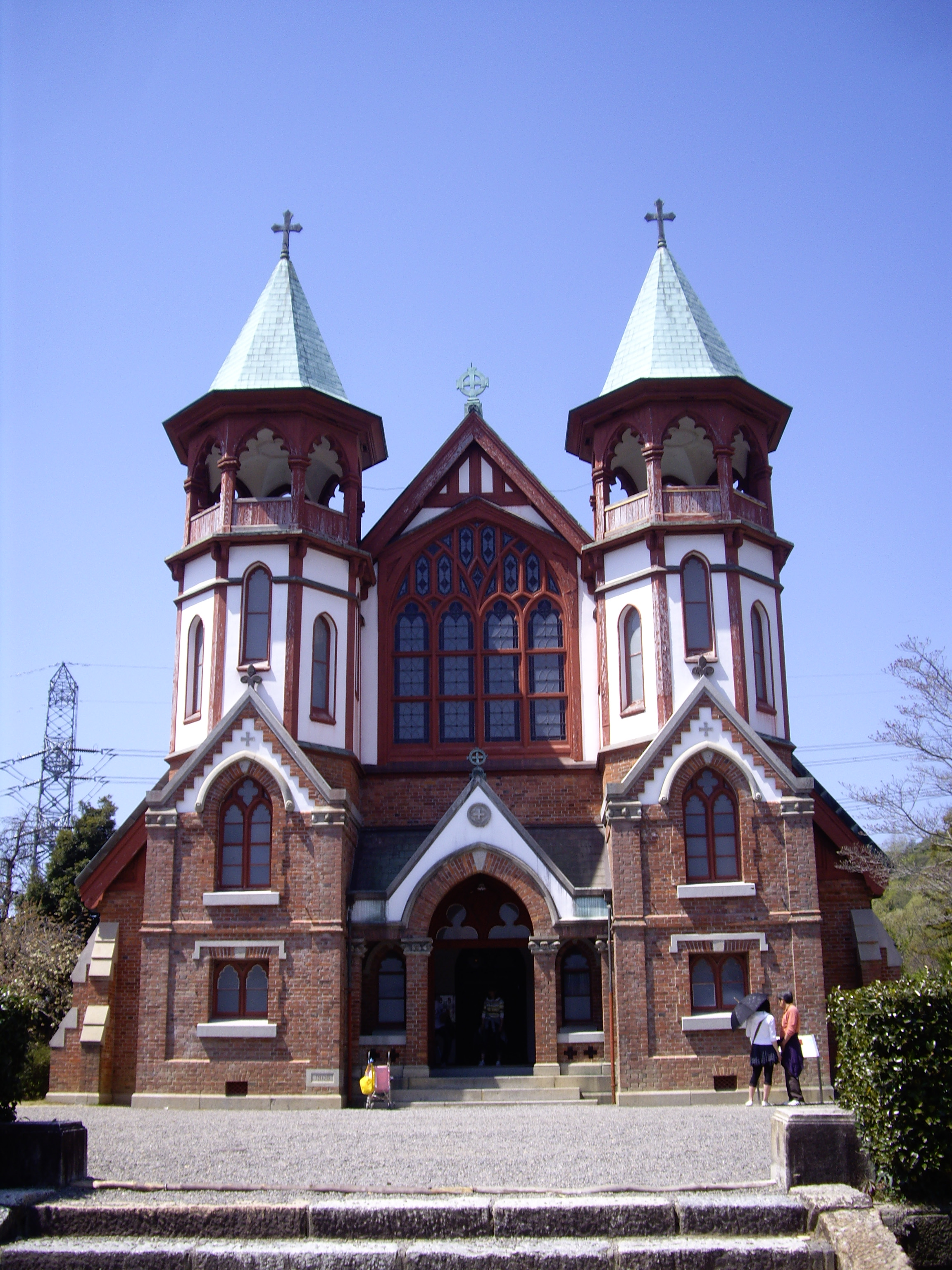
博物館明治村に移設された京都聖ヨハネ教会堂

  - ウィリアムズ、京都聖ヨハネ教会の創立資金を出す。ガーディナーに設計依頼[70]し、翌年完成。（現在、博物館明治村に移築展示されている。）
  - 長崎女学校が大阪プール女学校と合併。
  - 奈良基督教会を母体として女学校の奈良育英学校が開校。
- 1908年（明治41年）
  - 日本聖公会婦人補助会中央本部を設置。その後、日本聖公会婦人伝道補助会、日本聖公会婦人会と名称を変え、現在に至る。
  - 米国聖公会の東京聖三一神学校、SPG（海外福音伝道協会）の聖教社神学校、CMSの大阪聖三一神学校は3者で合併し、聖公会神学院に発展していくこととなる。
- 1910年（明治43年）
  - 12月 - ウィリアムズ死去
- 1911年（明治44年） - 財団法人日本聖公会教学財団設立。聖公会神学院開校。
- 1912年（大正元年） - カナダ聖公会の伝道地域であった中部地方を東京南部地方部から独立させ、中部地方部を設置。カナダ人主教H.J.ハミルトンが着任。
- 1913年（大正02年）
  - 第12回北東京地方会で東北地方の伝道区としての独立を決定。
  - 仙台の女学校を青葉女学院と改称。保姆養成部を併設し、同じ聖公会が設立した米国コロンビア大学の幼児教育専門課程を経た教授陣により近代的教育を実践[71]。
- 1920年（大正09年） - 第23回日本聖公会総会で東北地方部を承認。
- 1921年（大正10年） - 財団法人日本聖公会教学財団を財団法人聖公会教育財団と改称。

- 1922年（大正11年）
  - 立教大学、大学令により設立認可[72]。

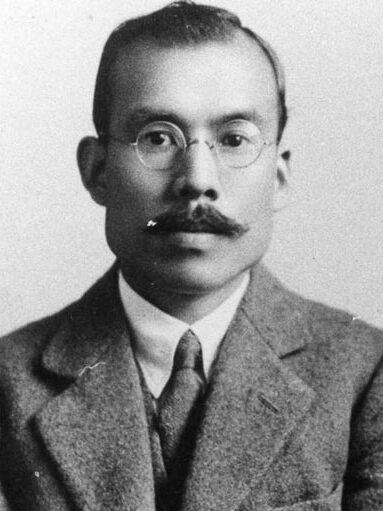
竹鶴政孝（ニッカウヰスキー創業者）

  - 竹鶴政孝（ニッカウヰスキー創業者）が桃山中学校（現・桃山学院中学校・高等学校）で化学教師を務める[73]。
- 1923年（大正12年）
  - 4月に北東京地方部から東京教区の独立が可決され、12月7日に東京教区初代主教に聖公会初の日本人主教・元田作之進が就任。また、同じく4月に大阪地方部から大阪教区の独立が可決され、12月11日に大阪教区初代主教に同じく初の日本人主教・名出保太郎が就任[74]。
  - 9月1日 - 関東大震災により築地聖三一大聖堂を始め、築地の聖公会関連施設の多くが廃墟となる[74]。
- 1925年（大正14年） - 神戸地方部設置。（旧・大阪地方部のうち、大阪教区以外の地域を管轄）
- 1926年（昭和元年） - アイヌ民族出身者向井山雄の司祭按手。
- 1927年（昭和02年）11月 - ポール・ラッシュにより立教大学に米国聖アンデレ同胞会日本支部（後の日本聖徒アンデレ同胞会）を結成[75]。
- 1930年（昭和05年）11月1日 - ウィリアムズの記念碑が京都若王子山上教会墓地に建てられ除幕式が行われる[76]。
- 1931年（昭和06年）
  - 財団法人聖公会教育財団を財団法人立教学院と財団法人聖公会神学院に分離。
  - 米国聖アンデレ同胞会日本支部は米国から独立し「日本聖徒アンデレ同胞会（BSA）」が発足[75]。
- 1932年（昭和07年）
  - 第17総会。
  - 10月 - カナダ聖公会が資金提供とスタート博士を派遣し、結核診療所として新生療養所（現在の新生病院）を開設する。

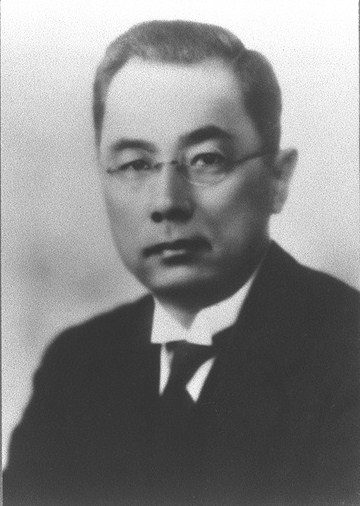
小泉信三（慶應義塾塾長）

- 1933年（昭和08年） - 聖公会信徒の小泉信三が慶應義塾塾長に就任。
- 1934年（昭和09年） - ケネス・ヴァイアルが来日し、聖ヨハネ修士会（SSJE）のハウスに配属される。
- 1936年（昭和11年）
  - ジョン・マキム主教の後任にチャールズ・シュライバー・ライフスナイダーが就く。
  - 11月30日 - 日本聖徒アンデレ同胞会の創設5周年記念式典が、早稲田大学大隈講堂において挙行[注 8]。
- 1937年（昭和12年） - 英国国教会カンタベリー大司教コスモ・ゴードン・ラング（英語版）がロイヤル・アルバート・ホールで開催された反日抗議集会に議長として参加。この頃から日本聖公会に対する官憲の監視が厳しくなる[78]。
- 1938年（昭和13年） - ケネス・ヴァイアルが聖ヨハネ修士会（SSJE）の管区長となる。
- 1940年（昭和15年）
  - 8月 - 日本聖公会は米国聖公会からの経済的独立を決議。
  - 10月 - 皇紀2600年奉祝全国基督教信徒大会が開催される。
- 1941年（昭和16年）
  - 6月 - 日本基督教団設立。日本聖公会も同教団への合同を求められる。
  - 10月 - 日米関係悪化により、ライフスナイダーがアメリカへの帰国を余儀なくされる。
- 1942年（昭和17年）
  - 3月 - 聖公会諸教会、単立教会として認可。
  - 11月 - 佐々木鎮次（英語版）・八代斌助らは日本基督教団への不参加を表明。
  - 12月 - 日本聖公会秘密結社事件起こる[79]。
- 1943年（昭和18年） - 聖公会組織解消通告により、約60の教会（全体の約3分の1）が単立教会として日本基督教団に加入する。
- 1944年（昭和19年） - 聖公会神学院閉校。佐々木鎮次・須貝止両主教拘禁。
- 1945年（昭和20年）12月 - 立教大学で戦後初の総会を開催。組織再建を決議。
- 1946年（昭和21年）
  - 4月 - 聖公会神学院再建。
  - 6月 - ライフスナイダーが日本聖公会復興使節として再来日する。
- 1948年（昭和23年） - 聖公会新聞 創刊。
  - 2月 - 神奈川県にエリザベス・サンダース・ホームが創設される。
  - 5月 - 日本聖公会復帰式を挙行。
  - 八代斌助が、友人で米国聖公会の信徒でもある連合国軍最高司令官ダグラス・マッカーサーの特別許可を得て、戦後日本人として初めて渡航する。イギリス国王ジョージ六世あての天皇陛下のメッセージを伝達し、ロンドンで開催された全世界の聖公会の会議であるランベス会議に出席。
- 1951年（昭和26年） - 主教上田一良らによる札幌聖ミカエル伝道奉仕団結成。
- 1952年（昭和27年） - 東京に米国聖公会代表部を設置（1972年廃止）。
- 1959年（昭和34年）
  - 4月7日 - 日本聖公会宣教百年記念大会が東京で開催（4月9日まで）[80]。第99代イングランド国教会カンタベリー大主教ジェフリー・フィッシャーが来日[81]。
  - 4月 - 日本聖公会宣教百年記念大会に来日した各国主教を主賓とする歓迎レセプションが日本聖徒アンデレ同胞会とキープ協会共催で国際文化会館で開催。高松宮、三笠宮、吉田茂元首相、岸信介首相、各国大使、政財界の名士五百余名が出席[82]。
  - 初の翻訳でない祈祷書『日本聖公会祈祷書』並びに『日本聖公会百年史』刊行。
- 1968年（昭和43年）
  - 八代斌助、日本聖公会首座主教按手。
  - 小笠原諸島の本土復帰に伴い、同諸島は米国聖公会ハワイ教区から日本聖公会東京教区に編入。
- 1972年（昭和47年）
  - 1月 - 沖縄県の本土復帰に伴い、米国聖公会沖縄伝道教区を日本聖公会沖縄教区に編入。
- 1976年（昭和51年）
  - 9月3日 - 宗教法人から出版事業を分離し、出版・新聞・書店業務を行う聖公会出版を設立。

- 1980年（昭和55年）

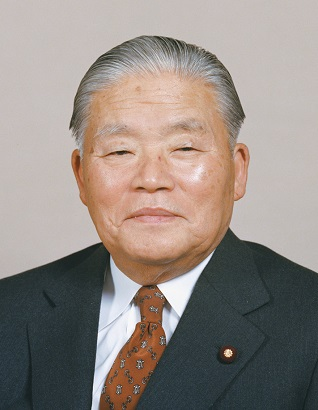
大平正芳
（第68・69代内閣総理大臣）

  - 聖公会信徒であった第68・69代内閣総理大臣、大平正芳の葬儀が立教大学の立教学院諸聖徒礼拝堂で営まれる[83][84]。
- 1987年（昭和61年）
  - 5月16日 - 日本聖公会組織成立100周年記念式典を挙行。第102代イングランド国教会カンタベリー大主教ロバート・ランシーによる説教。
- 1990年（平成02年） - 現行の『日本聖公会 祈祷書』刊行。
- 1998年（平成10年） - 初めての女性司祭按手。
- 2000年（平成12年）
  - 2月15日 - 日本カトリック教会と"主の祈り"の共通口語訳を発表。
  - 5月 - 第52（定期）総会において「日本聖公会管区機構試行に関する件」を決議。

#### 21世紀
- 2000年代
  - 2002年5月 - 第53（定期）総会において、北関東教区主教のヤコブ宇野徹を首座主教に選出。
  - 2006年（平成18年） - 現行の『日本聖公会聖歌集』刊行。
  - 同年5月 - 第56（定期）総会において、北海道教区主教のナタナエル植松誠を首座主教に選出。
  - 2008年（平成20年） - 第14回ランベス会議に主教団を派遣。
  - 2009年（平成21年）9月22日 - 立教大学池袋キャンパス構内、同タッカーホールでの前夕行事開催。夕の礼拝にて第26代米国聖公会総裁主教キャサリン・ジェファーツ・ショーリが説教。
  - 同年9月23日 - カトリック東京大司教区関口教会聖マリア大聖堂（東京カテドラル）において日本聖公会創立150周年記念礼拝を開催。第104代カンタベリー大主教ローワン・ウィリアムズが説教[85]。
- 2010年代
  - 2014年11月30日 - カトリック関口教会聖マリア大聖堂において、カトリック、日本福音ルーテル教会とともに3教派合同礼拝を開催。
  - 2016年3月 - 有限会社聖公会出版が営業権を日本聖書協会に譲渡し、解散。聖公会新聞が無期休刊。
- 2020年代
  - 2020年10月　-　第65（定期）総会（オンライン）において、九州教区主教のルカ武藤謙一を19代首座主教に選出[86]。11の教区を東日本・中日本・西日本の3地区に区分けする宣教協働区制と教区主教退任と5年以内の他教区への合併・再編を前提とする伝道教区制の新設を承認。
  - 2024年6月　-　第68（定期）総会において、沖縄教区主教のダビデ上原榮正を首座主教に選出[87]。
  - 2024年9月 - 大阪・京都特別協働教区運営委員会が、2024年4月に宗教法人としての京都教区が大また、阪教区を吸収する形での教区合併の見通しを発表[88]。

## 組織と活動

### 聖職者・教役者

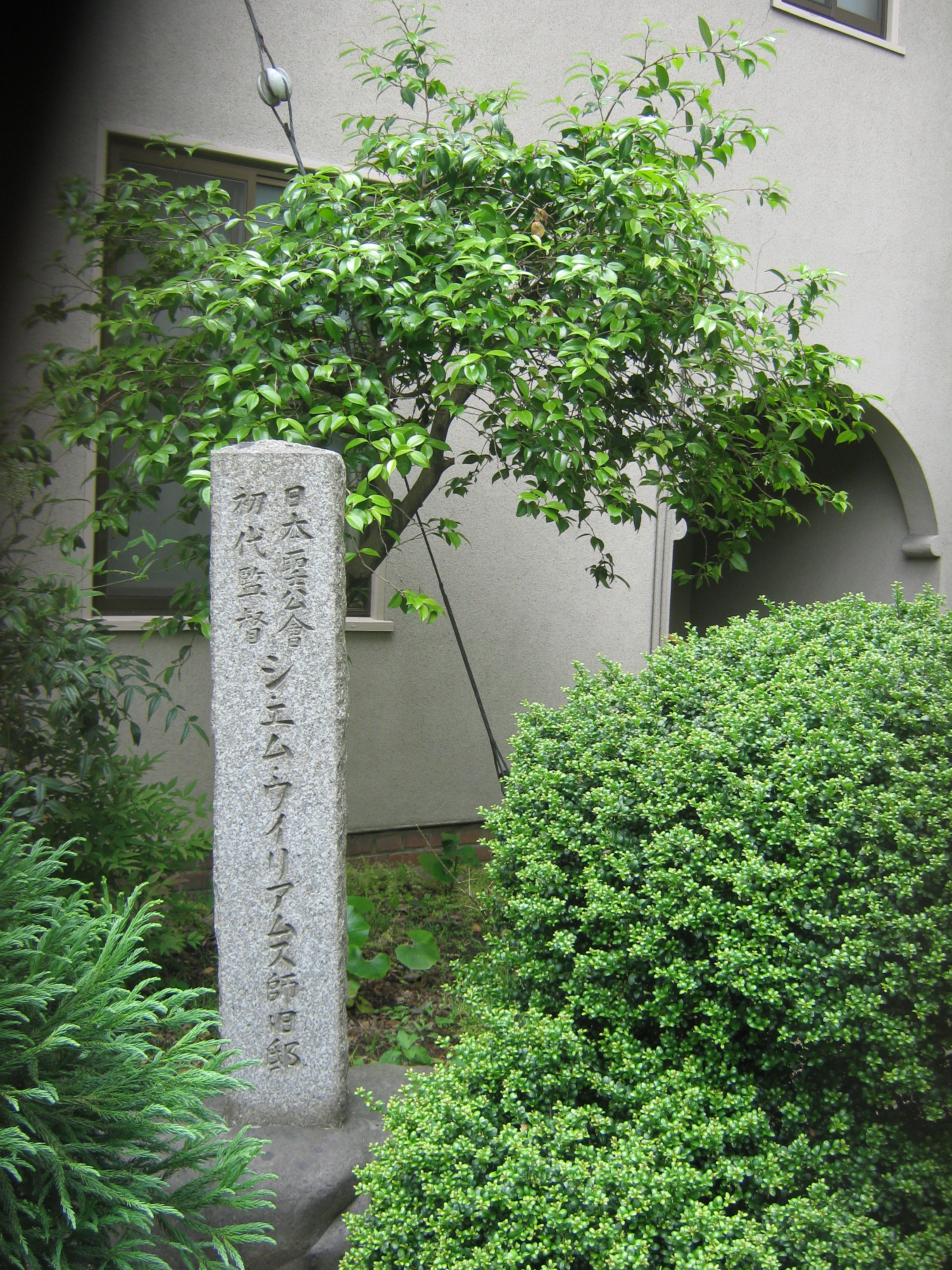
『日本聖公会初代監督シ・エム・ウィリアムス師旧邸』碑：
チャニング・ウィリアムズはアメリカから来日した宣教師で、長崎、大阪、東京、京都で布教し、日本聖公会初代監督（現・主教）に就任。1936年、この地の京都教区教務所構内に移築。後にウィリアムズ師記念館となり、現在は京都教区主教邸。京都市上京区。

日本において代表格の聖職位は首座主教（Primate）と呼ばれ、全国の11教区の主教で構成される主教会の議長および日本聖公会総会の議長の役割を担う。首座主教は現役の各教区主教の中から聖公会総会での選挙によって選出され、教区主教の職を兼ねつつ輪番で務める。現在の首座主教はルカ武藤謙一。教区（Diocese）はそれぞれ独立しており、個別の宗教法人格を有し、原則として聖職の人事も教区単位で行われることになっている。よって、首座主教の権限は他の国・地域の聖公会に比しても限定的である。教区の連合体としての日本聖公会は日本管区（Province）と呼ばれ、全国規模で行うことが望ましい事務を取り扱っている。なお、日本管区事務所は東京教区の牛込聖公会聖バルナバ教会（2020年12月31日をもって教会運営を終了）と同一の建物内に置かれている。
全世界の聖公会における名誉的代表格の聖職位は、イングランド国教会のカンタベリー大主教と、次席でヨーク大主教であるが、これは全世界の聖公会の連合体であるアングリカン・コミュニオンの幹事（host manager）という位置付けであり、ローマ・カトリック教会におけるローマ教皇のような全教会の絶対的指導者ではない。各管区における代表の主教（首座主教、総裁主教等）が、他の教区主教や信徒議員との会合に基づいて各管区の聖公会を取りまとめる。10年ごとに全世界の聖公会の代表がロンドンまたはカンタベリーに集まる場がランベス会議として設けられており、さまざまな意見が交換されるが、各管区への強制力はなく、最近の会議は2008年に行なわれている。
聖職者の構成は、主教・司祭・執事（Bishop, Priest, Deacon）の三職位制をとっている。主教は、各教区の長として教区全体の司牧に当たる。主教の監督下に司祭が置かれ、主に地域の個教会の牧師（Rector）の任務に従事する。主教・司祭を補助する職務を行う執事がおり、牧師補（Curate）の任務や信徒集会である受聖餐者会の補助・助言、また「み言葉の礼拝」の司式などを行う。
聖公会における「牧師」（Rector）とは、プロテスタント教会の牧師（Pastor）とは大きく意味が異なり、各個教会を司牧する責任者たる司祭または主教を指す役職名である。カトリック教会における主任司祭がこれに相当し、司祭または主教がこの任に就く。呼称としては「司祭」または「先生」と呼ばれることが多い。「神父」という敬称も稀に使われるが、日本では修道司祭を神父と呼ぶことが多い。また、学校や病院などの中の礼拝堂を管理する聖職者は「チャプレン」と呼ばれる。
聖餐式の執行など教会での信徒司牧は、司祭以上の職位である必要がある。多くの場合、聖職者は教会付属の牧師館（Rectory）に居住するが、聖職者不足などの事情で、別の教会の牧師を務める司祭が非常駐の管理牧師（Rector in Charge）として着任することもある。また、定年後の退職主教、退職司祭が嘱託として配属されることもある。管理牧師に代わる常駐の教役者（Church Worker）として、執事・伝道師（Catechist）・聖職候補生（Candidate for Orders; 神学生ないしは神学教育を終了後まだ聖職按手叙任を受けていない者）が配属される場合もある。なお、聖職者・教役者には含まれないが礼拝等に奉仕する信徒の役職として、信徒奉事者やアコライトなどがある。
従来、日本聖公会では聖職志願の要件として「満24才以上の男であること」と『日本聖公会法憲法規』に定めていたが、1998年の日本聖公会総会おいて法規が改定され、現在では主教・司祭・執事のいずれにも女性が按手されるようになっている。ただし、教区の雰囲気として導入は時期尚早であるとの判断、あるいは教区主教の牧会方針により、女性聖職者の任職・叙任の実績がまだない教区もある。

### 社会的活動
政治的問題に対して、日本聖公会の管区事務所は声明・要請などを発表しており、反原発、護憲の立場などを表明している。
しかし、これらの社会的活動に関して、各個教会での定例公祷（所属信徒が一堂に会する主日礼拝等）において説教などの中で言及するとか、信徒に署名や政治的集会への参加を要求するというようなことはまずなく、あくまで管区・教区事務所としての活動であって、宗教的活動とは一線を画している。各個教会の中でも、聖職・信徒の各個人においては様々な思想・信条を持つ者が共存しており、日本基督教団などの中の「社会派」と呼ばれるグループとは趣を異にする。

### 他教派との関係
「Via Media」の精神の1つとして「多様性の中の一致（Unity in Diversity）」という精神もあることから、多くの聖公会はエキュメニズム運動に対して積極的である。アングリカン・コミュニオンとして世界教会協議会（WCC）に加盟している他、日本聖公会は日本キリスト教協議会（NCC）に加盟している。
典礼様式における共通点が多いことなどから、ローマ・カトリック教会およびルーテル教会との関係が深く、しばしば日本聖公会の主教按手式に来賓として代表者が呼ばれる他、2014年には日本聖公会、日本福音ルーテル教会、カトリック教会の三者での合同礼拝も行われた。
近年では、ウクライナ正教会やコプト正教会の礼拝（奉神礼、聖体礼儀）に、自らの聖堂を貸し出すことが行われている。

## 教義と礼拝

### 教典
「シカゴ－ランベス四綱領」に準拠した四箇条の「日本聖公会綱憲」が定められている。
日本聖公会綱憲
日本聖公会は全世界の聖公会と共に次の聖公会綱憲を遵奉する。
- 第一：旧約及び新約の聖書を受け、之を神の啓示にして救を得る要道を悉く載せたるものと信ずる。
- 第二：ニケヤ信経及び使徒信経に示されたる信仰の道を公認する。
- 第三：主イエス・キリストの命じ給うた教理を説き、其の自ら立て給うた洗礼及び聖餐の二聖奠を行い、且つその訓戒を遵奉する。
- 第四：使徒時代より継紹したる主教（エピスコポ）、司祭（プレスブテロ）、執事（デアコノ）の三職位を確守する。

日本聖公会では、「旧約聖書」および「新約聖書」を聖典とする。「旧約聖書続編」については、礼拝で朗読されたりなど聖書の一部として普通に使用されるが、「この部分を元に教義を建てない」という原則も持っており、聖典とは区別されている。聖餐式中に旧約聖書・使徒書・福音書の朗読と詩編の交唱が行われるほか、朝夕の礼拝においても日課として聖書朗読が行われる。朗読箇所は聖書日課（Lectionary）として指定されており、聖餐式では1990年代以降、3年サイクル（A年、B年、C年）からなる「改訂共通聖書日課」（Revised Common Lectionary、略称：RCL）」に則って行なっていて、朝夕の礼拝では2年サイクル（第1年、第2年）となっている。聖書日課表は祈祷書に収録されているほか、毎年の教会暦に従って「教会暦・日課表」が年ごとに当てはめて作成される。なお、聖餐式等で朗読される詩編以外（祈祷書にある詩編は唱和しやすいように日本聖公会独自訳）の聖書箇所を抜き出した『特祷・聖餐式聖書日課』が書籍としてA年、B年、C年用と3種類作られ、用いられている。礼拝において用いることができる聖書は、新共同訳聖書の他、いわゆる文語訳聖書（大正改訳）・口語訳聖書（日本聖書協会、1955年）・日本聖公会教務院発行の1968年改訂版アポクリファ（旧約聖書続編）の4種類と定められていた（上記の「聖餐式聖書日課」は、新共同訳聖書によっている）。また、2020年第65総会決議第9号によって、聖書協会共同訳聖書も公式に認定されたため、使用できる聖書は5種になった。
信仰告白は普通、聖餐式では「ニカイア・コンスタンティノポリス信条」（ニケヤ信経）、その他の礼拝では「使徒信条」（使徒信経）を用いている。「アタナシオス信条」（アタナシオ信経）は、現在ではあくまで「歴史的文書」という扱いであり、祈祷書の末尾に「付録」として掲載されているが、教会で用いられることはまずない。
2000年より、日本聖公会は日本のローマ・カトリック教会と共同で、イエス・キリストが自ら定めたキリスト教で最も重要な祈りである「主の祈り」の日本語共通口語版を採択し（よく知られており、現在でも多くのプロテスタント教会で用いられているものは日本語文語版）、両教会の祭儀・礼拝・祈祷において公式に用いている。ただし、終わりにはローマ・カトリック教会とは若干異なる「国と力と栄光は、永遠にあなたのものです アーメン」という副文（栄光の唱え）が付されている。

### 祈祷書

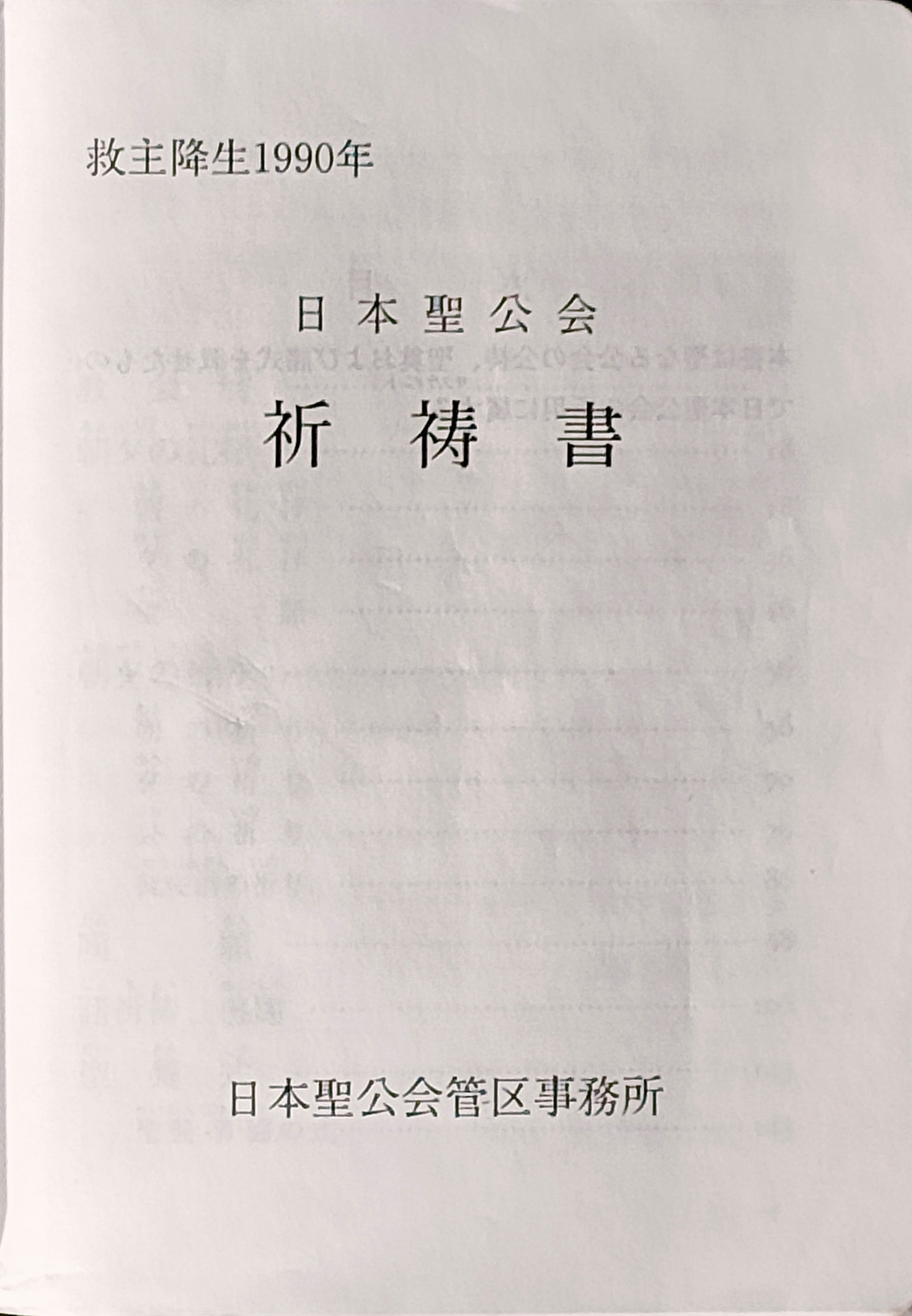
日本聖公会祈祷書1990年版（内表紙）

アングリカン・コミュニオンに属する各教会では祈祷書が使用されている。日本聖公会においても全国統一の『日本聖公会祈祷書』が用いられている。現在使用されているのは、1990年に採択されたものである。

### 聖歌

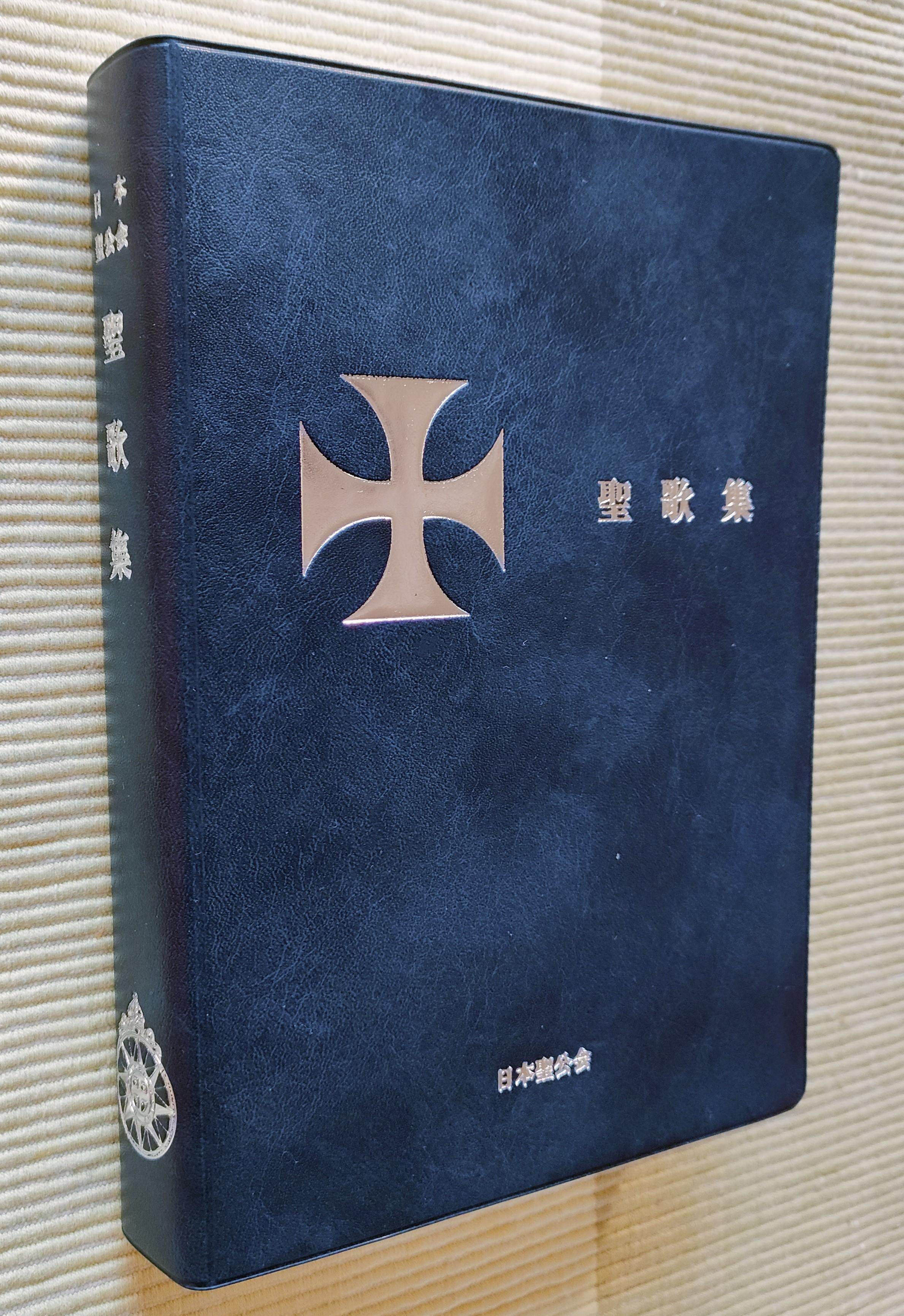
日本聖公会聖歌集（2006年）

聖公会の礼拝では聖歌を用いることが多く、多くの教会に伴奏用のオルガンが備え付けられている。礼拝開始前や信徒の陪餐時、司式者と奉仕者の退堂後に祭壇や聖卓の蝋燭を消す間などには、オルガン奏楽が行われることがある。聖餐式では、司式者と奉仕者の入堂時（入堂聖歌）、福音書朗読前（昇階唱）、献金回収およびパンとぶどう酒を聖卓上に移動する時（奉献唱）、陪餐時、司式者と奉仕者の退堂時（退堂聖歌）の5回、あるいは入堂・奉献・退堂の3回歌われることが多い。また、説教の後に聖歌隊によるアンセムが歌われる場合もある。そのほか、唱詠・チャントと呼ばれる旋律つきの式文もあり、「キリエ」や「大栄光の歌」（グロリア）などいわゆるミサ通常文や「主の祈り」のほか、聖書日課や全部または大部分の祈祷文を唱詠することもある。唱詠には、アングリカン・チャントと呼ばれる聖公会独特の様式がある。
これまで『古今聖歌集』（1959年）が長年用いられてきたが、2006年に『日本聖公会聖歌集』が発行され、これが現行の聖歌集である。この改訂の過程において、『古今聖歌集増補版95』（1995年）と『改訂古今聖歌集試用版』（2001年）が発行されたが、『日本聖公会聖歌集』の発行をもってその役目を終えている。特別な事情のある場合や牧会的な配慮（例えば葬儀の際に故人の愛唱歌を過去の聖歌集から用いるなど）等を除き、原則として現行聖歌集を使用するものとされている。

### 礼拝
主要な祭儀・礼拝は、主日（日曜日）の聖餐式、週日（日曜以外）や教会暦上の祝日の聖餐式、朝・夕の礼拝などである。ことに聖餐式が重要視され、原則的には毎主日（教会・礼拝堂によっては毎朝）聖餐式を行うが、近年では聖職者不足のため、主日礼拝でも聖餐式に代えて信徒や執事が司式する「み言葉の礼拝」を行うケースも増えつつある。
聖餐式はイエス・キリストの死と復活を記念する礼拝であり、原則的にパン（カトリックで用いられるホスチアと同様の薄い種無しパン）とぶどう酒の二種（両形色）による陪餐を行う。陪餐は、洗礼（および幼児洗礼者は初陪餐式）を受けたキリスト教徒のみが与れる。他教派の信徒でも、自分の所属教会で陪餐資格があれば、聖公会の聖餐に与ることができる。また、初陪餐前の幼児や、洗礼を受けていない洗礼志願者、来客でも、陪餐者とともに前に進み出れば、司式者による按手祝福を受けることができる。その場合、胸の前で両手を✕形に交差させて軽く頭を下げると、陪餐せず祝福を受けたい旨の印になる。なお、従来は洗礼に加えて堅信を受けることが陪餐に必要な資格であったが、2017年以降、堅信前の陪餐が可能となった。（「聖餐論#聖公会の聖餐理解」も参照）
また、1年を降臨節、降誕節、顕現節、大斎節、復活節などの期節に区切り、聖歌や式文、祭色などに変化を持たせている。灰の水曜日はイエスの受難を黙想し復活祭に至る約四十日間の大斎節に入る初日であり、灰の塗布の儀式を行う。
カトリック教会と同様に七つのサクラメント（聖公会の用語では聖奠《せいてん》）を行うが、厳密には洗礼と聖餐のみを聖奠とし、それ以外の堅信・聖職按手・聖婚・個人懺悔・病人の按手および塗油の5つの式はイエス・キリストの直接の定めによるのではなく、聖霊の導きにより教会が行ってきた式であるとし、聖奠に準ずる儀式として「聖奠的諸式」と呼ぶ。
なお、聖公会では初代教会およびカトリック教会・正教会の定めた聖人、殉教者、福者らを「諸聖徒の交わり」として尊重している。日本聖公会として公式に記念する者は限定しており、また崇敬を義務としておらず、ある礼拝日が祈祷書に載る聖人の祝日・小祝日やその前後であったとしても、献堂名の由来になった聖人などを除いて、礼拝中に名を挙げて記念したり、説教の中で言及するようなことは稀である。

### 教会暦
日本聖公会では祈祷書によって教会暦の祝日、時節を定めている。祝日の種類は次の通りである。

#### 祝日・記念日
主要祝日
復活日（イースター）、昇天日、聖霊降臨日（ペンテコステ）、三位一体主日、降誕日（クリスマス）、顕現日（エピファニー）、諸聖徒日
主日に優先して守られる祝日
主イエス命名の日、被献日（キャンドルマス）、主イエス変容の日

#### 期節
- 降臨節 イエスの誕生を待ち望むための節。
- 降誕節 イエスの誕生から顕現までの節。
  - 降誕日（クリスマス、12月25日）
  - 主イエス命名の日（1月1日）
- 顕現節
  - 顕現日（1月6日）
  - 顕現後第一主日・主イエス洗礼の日
- 大斎節 イエスの受難を偲び、復活日まで悔い改めを行う節。
  - 大斎始日（灰の水曜日）
  - 聖週（扱いは大斎節）
    - 復活前主日（棕櫚の主日）
    - 復活前月曜日
    - 復活前火曜日
    - 復活前水曜日
    - 聖木曜日
    - 聖金曜日・受苦日
    - 聖土曜日
- 復活節 イエスの復活を記念する節。
  - 復活日
  - 復活後月曜日
  - 復活後火曜日
  - 復活後水曜日
  - 復活後木曜日
  - 復活後金曜日
  - 復活後土曜日
  - 昇天日
  - 復活節第7主日・昇天後主日
  - 聖霊降臨日 使徒に聖霊が降臨したことを記念する日。
- 聖霊降臨後の節
  - 聖霊降臨後第1主日・三位一体主日
  - 聖霊降臨後第2主日～聖霊降臨後第27主日（27までない年もある）
  - 聖霊降臨後最終主日・キリストによる回復（降臨節前主日）

#### 上記以外の祝日
- 使徒聖アンデレ日（11月30日）
- 使徒聖トマス日（12月21日）
- 最初の殉教者聖ステパノ日（12月26日）
- 福音記者使徒聖ヨハネ日（12月27日）
- 聖なる幼子の日（12月28日）
- 使徒聖パウロ回心日（1月25日）
- 被献日（2月2日）
- 使徒聖マッテヤ日（2月24日）
- 聖ヨセフ日（3月19日）
- 聖マリヤへのみ告げの日（3月25日）
- 福音記者聖マルコ日（4月25日）
- 使徒聖ピリポ・使徒聖ヤコブ日（5月1日）
- 使徒聖バルナバ日（6月11日）
- 洗礼者聖ヨハネ誕生日（6月24日）
- 使徒聖ペテロ・使徒聖パウロ日（6月29日）
- マグダラの聖マリヤ日（7月22日）
- 使徒聖ヤコブ日（7月25日）
- 主イエス変容の日（8月6日）
- 主の母聖マリヤ日（8月15日）
- 使徒聖バルトロマイ日（8月24日）
- 福音記者聖マタイ日（9月21日）
- 聖ミカエルおよび諸天使の日（9月29日）
- 福音記者聖ルカ日（10月18日）
- 使徒聖シモン・使徒聖ユダ日（10月28日）
- 諸聖徒日（11月1日）

主な小祝日
- 日本聖公会組織成立記念日（2月11日）
- おとめ聖マリヤの訪問（5月31日）
- 聖餐感謝日（三位一体主日・聖霊降臨後第1主日後の木曜日）
- 聖十字架日（9月14日）
- 諸魂日（11月2日）

## 教区と教会

### 教区
日本聖公会では全国に11の教区を設け、それぞれの教区の代表として主教が置かれている。主教に対する敬称は、「師」あるいは「師父」（しふ）を用いる。主教座の置かれる教会は主教座聖堂（Cathedral）と呼ばれ、その教区の中心の役割を担う。
2020年10月の第65総会決議において、宣教協働区・伝道教区制導入が決議された。11教区を東日本宣教協働区（北海道、東北、北関東、東京）、中日本宣教協働区（横浜、中部、京都、大阪）、西日本宣教協働区（神戸、九州、沖縄）に区分けするとともに、各地区ごとに置かれる協働委員会によって既存教区が伝道教区に指定された場合、教区主教は退任、首座主教が委嘱する管理主教（同一宣教協働区内の他教区主教）の下で、原則5年以内に他の教区への合併など再編を図ることとされた。
| 教区名           | 主教座聖堂               | 教区主教                                | 教会数 | 管轄都道府県 ()内は教会数 |
| ---------------- | ------------------------ | --------------------------------------- | ------ | --- |
| 東日本宣教協働区 |                          |                                         |        | |
| 北海道教区       | 札幌キリスト教会         | 主教 マリア・グレース笹森田鶴           | 24     | 北海道(24) |
| 東北教区         | 仙台基督教会             | 主教 フランシス長谷川清純               | 27     | 青森県(5)、岩手県(3)、宮城県(4)、秋田県(4)、山形県(4)、福島県(7)                                                              |
| 北関東教区       | 前橋聖マッテア教会       | 管理主教 フランシスコ・ザビエル髙橋宏幸 | 24     | 茨城県(4)、群馬県(6)、栃木県(5)、埼玉県(9)                                                                                    |
| 東京教区         | 芝聖アンデレ教会         | 主教 フランシスコ・ザビエル髙橋宏幸     | 35     | 東京都：城南グループ(8)、外濠グループ(3)、下町グループ(8)、山手グループ(4)、環状グループ(4)、多摩グループ(4)、諸島グループ(1) |
| 中日本宣教協働区 |                          |                                         |        | |
| 横浜教区         | 横浜聖アンデレ教会       | 主教 イグナシオ入江修                   | 31     | 神奈川県(12)、千葉県(12)、静岡県(4)、山梨県(3)                                                                                |
| 中部教区         | 名古屋聖マタイ教会       | 主教 アシジのフランシス西原廉太         | 26     | 新潟県(5)、長野県(10)、岐阜県(3)、愛知県(8)                                                                                   |
| 京都教区         | 聖アグネス教会           | 主教 ステパノ高地敬                     | 41     | 京都府(11)、富山県(1)、石川県(1)、福井県(3)、滋賀県(2)、三重県(6)、奈良県(7)、和歌山県(9)、大阪府(1)                          |
| 大阪教区         | 川口基督教会             | 主教 アンデレ磯晴久                     | 22     | 大阪府(19)、兵庫県(3) |
| 西日本宣教協働区 |                          |                                         |        | |
| 神戸教区         | 神戸聖ミカエル教会       | 主教 オーガスチン小林尚明               | 27     | 兵庫県(7)、岡山県(1)、広島県(3)、鳥取県(3)、島根県(3)、山口県(2)、香川県(1)、徳島県(4)、愛媛県(2)、高知県(1)                  |
| 九州教区         | 福岡聖パウロ教会         | 主教 ルカ武藤謙一                       | 20     | 福岡県(10)、佐賀県(0)、長崎県(3)、熊本県(2)、宮崎県(2)、鹿児島県(2)、大分県(1)                                                |
| 沖縄教区         | 三原聖ペテロ聖パウロ教会 | 首座主教 ダビデ上原榮正                 | 11     | 沖縄県(11) |

※以下の礼拝堂、伝道所、礼拝所等は含めない。
- 茨城県 - 鹿嶋聖オーガスチン礼拝所
- 栃木県 - 小山祈りの家
- 東京都 - 東京聖マルチン伝道所、池袋聖公会伝道所、牛込聖公会聖バルナバ教会（休止中）、香蘭女学校礼拝堂、立教女学院聖マーガレット礼拝堂・聖マリヤ礼拝堂、聖公会神学院諸聖徒礼拝堂、立教学院諸天使礼拝堂、聖フランシス・聖エリザベツ礼拝堂（国立療養所多磨全生園内）、ナザレ修女会聖家族礼拝堂、滝乃川学園聖三一礼拝堂
- 神奈川県 - 大磯聖ステパノ礼拝堂、聖ヒルダ礼拝堂
- 千葉県 - 浦安伝道所、九十九里ホーム聖マァガレット礼拝堂
- 静岡県 - 島田伝道所
- 石川県 - しお伝道所、小松集会
- 和歌山県 - 神愛修女会聖マリア院礼拝堂
- 京都府 - 一乗寺伝道所、四辻伝道所、ウィリアムス神学館
- 大阪府 - 聖バルナバ病院礼拝堂、プール学院礼拝堂、桃山学院聖アンデレ礼拝堂、桃山学院大学聖救主礼拝堂、聖ヨハネ学園礼拝堂
- 兵庫県 - 垂水伝道所
- 岡山県 - 倉敷伝道所
- 広島県 - 聖モニカ礼拝堂
- 佐賀県 - 「佐賀聖ルカ教会」伝道所
- 沖縄県 - 聖ジョージ修道院

### おもな聖堂・礼拝堂

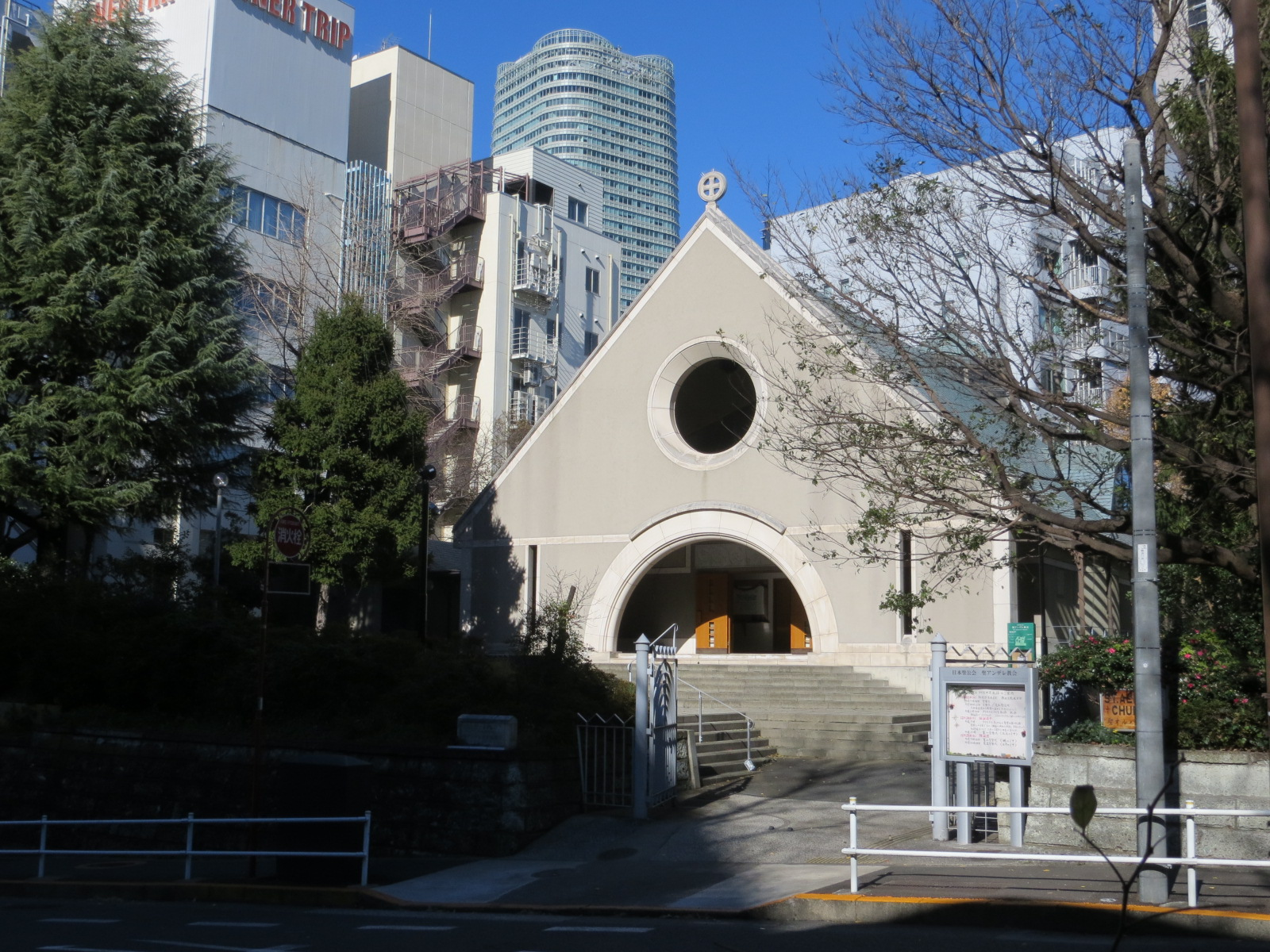
東京聖アンデレ教会

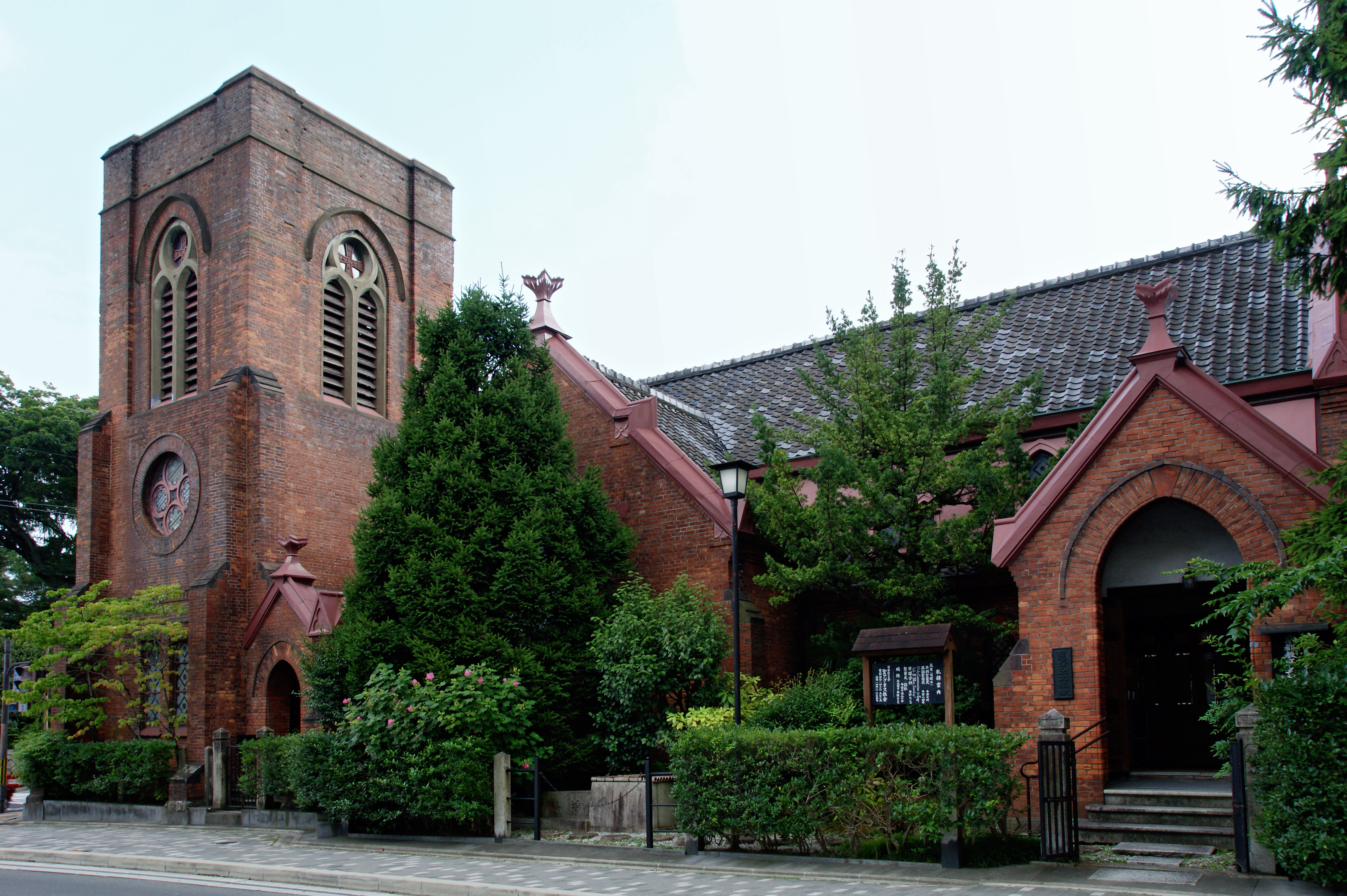
京都聖アグネス教会

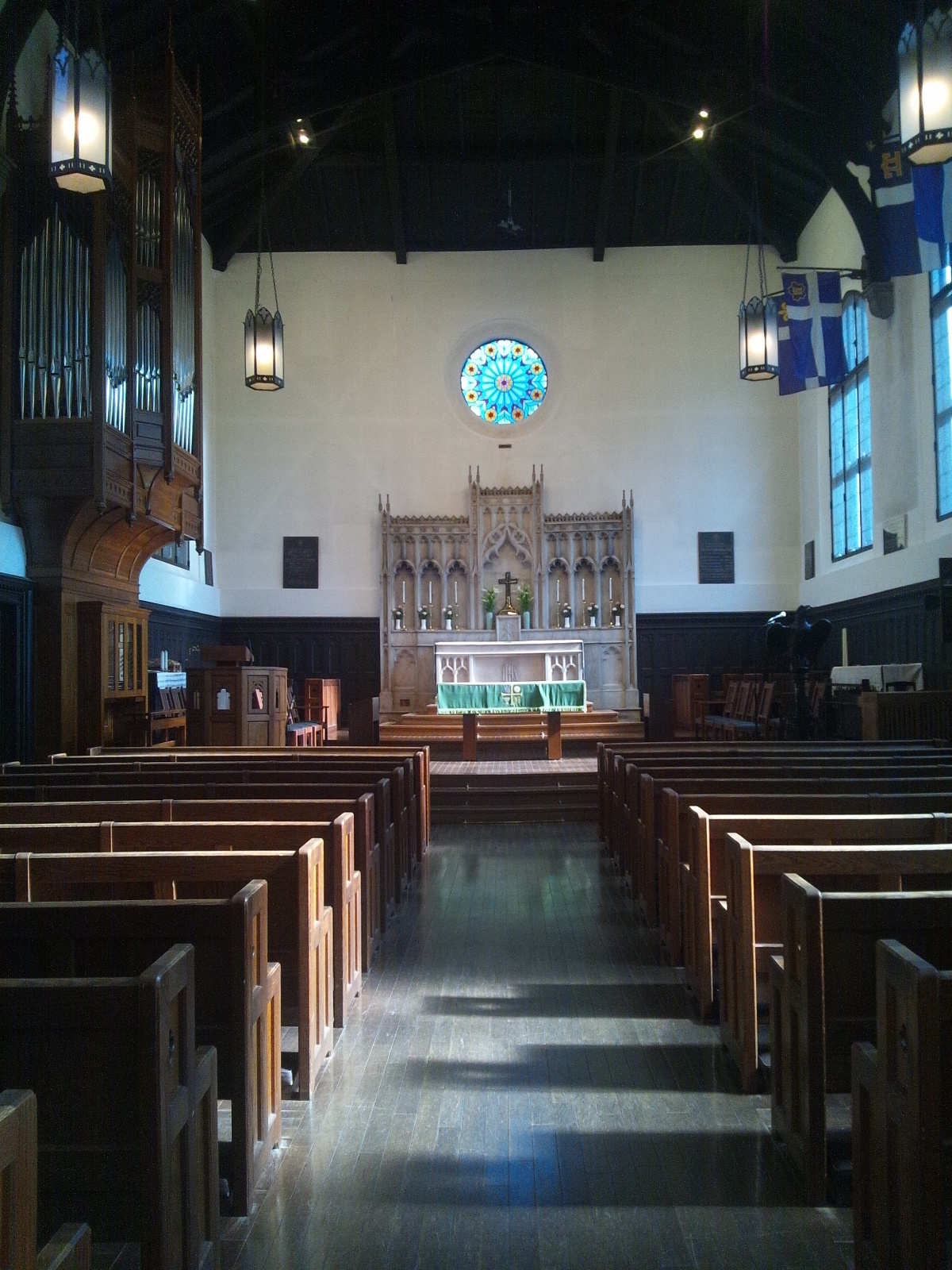
立教学院諸聖徒礼拝堂

主教座聖堂、個別のウィキペディア記事があるもの、文化財等に指定されているもの、著名な建築家の設計によるものなど、特筆性のある教会・礼拝堂[注 8]のみを記載する。
主教座聖堂、文化財等に指定されているもの、著名な建築家の設計によるものなどを中心に、各教区ごとにおもな教会を記載する。
北海道教区
- 札幌聖ミカエル教会・北海道教区主教座聖堂（札幌市東区）アントニン・レーモンド設計
- 函館聖ヨハネ教会（北海道函館市）函館市都市景観賞
- 有珠聖公会（北海道伊達市）市登録有形文化財

東北教区
- 仙台基督教会・東北教区主教座聖堂（宮城県仙台市）
- 弘前昇天教会（青森県弘前市）県重宝
- 秋田聖救主教会（秋田県秋田市）市登録有形文化財
- 山形聖ペテロ教会（山形県山形市）国登録有形文化財
- 郡山聖ペテロ聖パウロ教会（福島県郡山市）国登録有形文化財

北関東教区
- 前橋聖マッテア教会・北関東教区主教座聖堂（群馬県前橋市）
- 川越基督教会（埼玉県川越市）国登録有形文化財
- 宇都宮聖ヨハネ教会（栃木県宇都宮市）宇都宮市指定文化財[112]（国登録有形文化財は抹消[113]）
- 熊谷聖パウロ教会（埼玉県熊谷市）国登録有形文化財
- 立教学院聖パウロ礼拝堂（埼玉県新座市）アントニン・レーモンド設計[注 18]
- 日光真光教会（栃木県日光市）県登録有形文化財

東京教区
- 聖アンデレ教会・東京教区主教座聖堂（東京都港区）
- 聖オルバン教会（東京都港区）アントニン・レーモンド設計－外国人向けに英語での礼拝を行っている。
- 目白聖公会（東京都新宿区）
- 立教学院諸聖徒礼拝堂（東京都豊島区・立教大学池袋キャンパス）都歴史的建造物[注 19]
- 聖路加国際大学聖ルカ礼拝堂（東京都中央区・聖路加国際病院旧館）都歴史的建造物[注 19]
- 東京諸聖徒教会（東京都文京区）国登録有形文化財

横浜教区
- 横浜聖アンデレ教会・横浜教区主教座聖堂（横浜市神奈川区）
- 横浜山手聖公会（横浜市中区山手町）市歴史的建造物
- 茂原昇天教会（千葉県茂原市）国登録有形文化財

中部教区

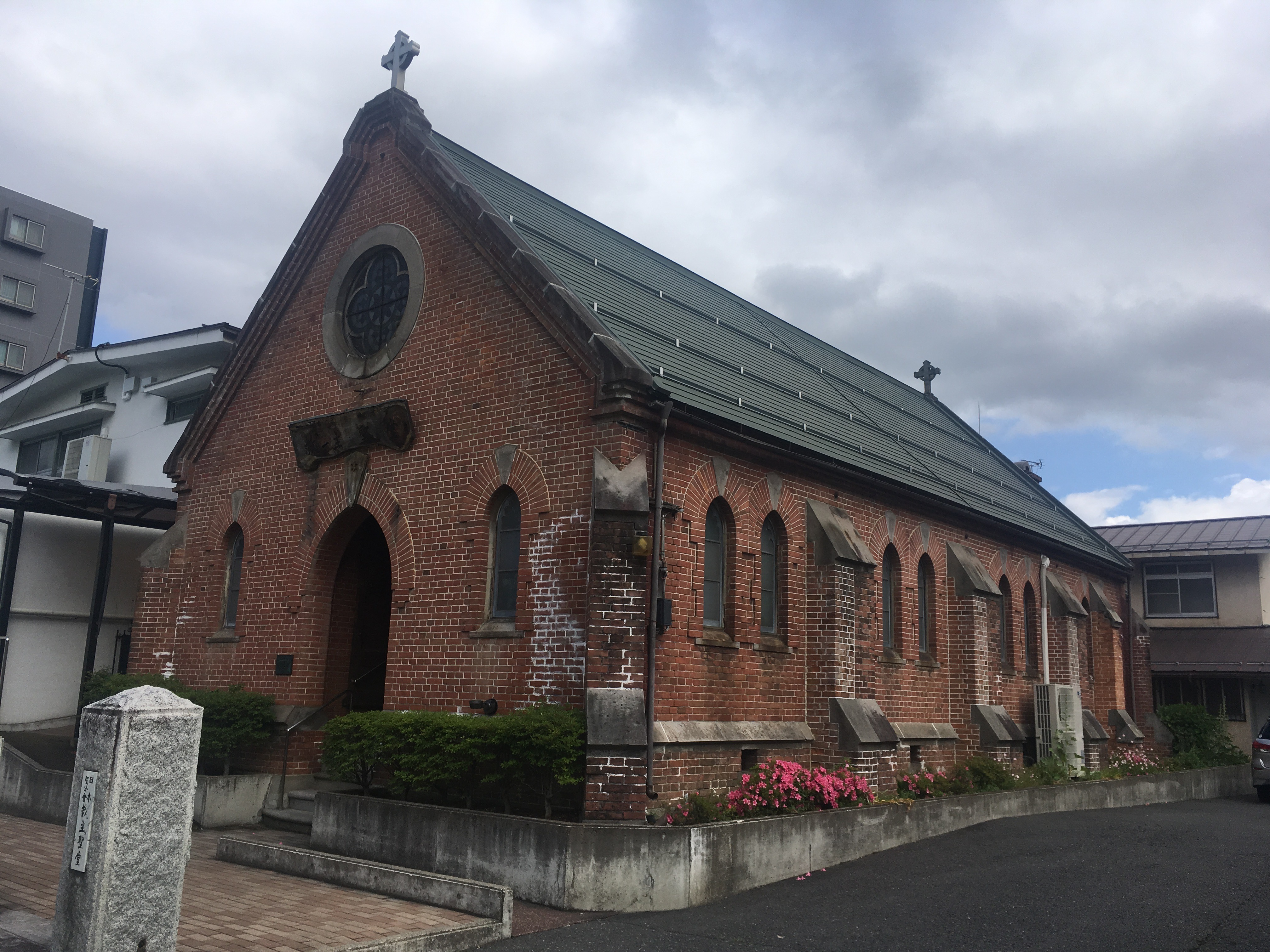
長野聖救主教会

- 名古屋聖マタイ教会・中部教区主教座聖堂（名古屋市昭和区）
- 名古屋聖マルコ教会（名古屋市東区）市地域建造物資産
- 軽井沢ショー記念礼拝堂（長野県軽井沢町）
- 上田聖ミカエル及諸天使教会（長野県上田市）国登録有形文化財
- 長野聖救主教会（長野県長野市）国登録有形文化財
- 新生礼拝堂（長野県小布施町）町登録有形文化財
- 飯山復活教会（長野県飯山市）国登録有形文化財
- 松本聖十字教会（長野県松本市）国登録有形文化財[114]
- 岡谷聖バルナバ教会（長野県岡谷市）国登録有形文化財[115]
- 稲荷山諸聖徒教会（長野県千曲市）国登録有形文化財[116]
- 高田降臨教会（新潟県上越市）ウィリアム・メレル・ヴォーリズ設計
- 新潟聖パウロ教会(新潟県新潟市)

京都教区
- 聖アグネス教会・京都教区主教座聖堂・平安女学院礼拝堂（京都市上京区）市登録有形文化財
- 奈良基督教会（奈良市）国重要文化財
- 京都聖三一教会（京都市中京区）国登録有形文化財（1999年登録）、市景観重要建造物（2015年指定）
- 小浜聖ルカ教会（福井県小浜市）国登録有形文化財
- 高田基督教会（奈良県大和高田市）県登録有形文化財

大阪教区
- 川口基督教会・大阪教区主教座聖堂（大阪市西区）府登録有形文化財
- 聖贖主教会（大阪市淀川区）ウィリアム・メレル・ヴォーリズ設計
- 大阪聖愛教会（大阪市天王寺区）

神戸教区
- 神戸聖ミカエル教会・神戸教区主教座聖堂（神戸市中央区）

九州教区
- 福岡聖パウロ教会・九州教区主教座聖堂（福岡市中央区）

沖縄教区
- 三原聖ペテロ聖パウロ教会・沖縄教区主教座聖堂（沖縄県那覇市）

保存建築等
- 聖ヨハネ教会堂 - 国重要文化財、博物館明治村（愛知県犬山市）に移築保存、旧地：京都市下京区

## 修士会・修女会
- ナザレ修女会（東京都）
  - ナザレ修女会沖縄支部（沖縄県）

ローマ・カトリック教会でいうところの「修道士・修道女」にあたる存在は、聖公会では「修士・修女」と呼ばれている。2023年までは、日本に存在する聖公会唯一残された修道会（修女会）団体として上記団体（支部団体1）が存在していたが、2023年6月に解散したため、現存しない。修士会は、かつて「聖ヨハネ修士会（略称SSJE、栃木県）」および「聖使修士会（略称SSM、兵庫県）」の日本管区があったが、いずれも解散し現存していない。また、修女会は、1949年に日本人の聖職・信徒により創設された「神愛修女会（和歌山県）」があったが、2013年に解散している。
小山祈りの家（旧・聖ヨハネ修士会）
社会福祉法人神愛会（旧・神愛修女会が母体）

## 日本聖公会関係の学校
日本にある聖公会関係の学校、施設、団体等の連合体である「日本聖公会関係学校協議会」が存在する。名称には"学校協議会"となっているが一部教育機関以外も加盟している。これ以外にも、幼稚園を経営する教会も各地に数多く存在する。
- 日本聖公会関係学校協議会サイト
- 日本聖公会保育連盟サイト

### 学校
- 学校法人立教学院（1874年創立・東京都・St. Paul's）
  - 立教大学・大学院（東京都豊島区）
  - 立教池袋中学校・高等学校（東京都豊島区）
  - 立教新座中学校・高等学校（埼玉県新座市北野）
  - 立教小学校（東京都豊島区西池袋）
- 学校法人立教女学院（1877年創立・東京都・St. Margaret's）
  - 立教女学院中学校・高等学校、立教女学院小学校
- 学校法人桃山学院（1884年創立・大阪府・St. Andrew's）
  - 桃山学院大学・大学院
  - 桃山学院教育大学
  - 桃山学院中学校・高等学校
- 学校法人平安女学院（1875年創立・京都府・St. Agnes'）
  - 平安女学院大学・短期大学部
  - 平安女学院中学校・高等学校、平安女学院大学附属こども園
- 学校法人桃山キリスト学園（1941年創立・京都府）
  - 桃山幼稚園
- 学校法人聖路加国際大学（1920年創立・東京都・St. Luke's）
  - 聖路加国際大学・大学院
- 学校法人聖ステパノ学園（1948年創立・神奈川県・St. Stephen's）
  - 聖ステパノ学園小学校・中学校
- 学校法人柳城学院（1898年創立・愛知県・St. Mary's）
  - 名古屋柳城女子大学
  - 名古屋柳城短期大学
  - 名古屋柳城短期大学附属柳城幼稚園
  - 名古屋柳城短期大学附属豊田幼稚園
  - 名古屋柳城短期大学附属三好丘聖マーガレット幼稚園
- 学校法人プール学院（1879年創立・大阪府）
  - プール学院中学校・高等学校
- 学校法人松蔭女子学院（1892年創設・兵庫県）
  - 神戸松蔭女子学院大学・大学院
  - 松蔭高等学校、松蔭中学校
- 学校法人八代学院（1963年創立・兵庫県・St. Michael's）
  - 神戸国際大学
  - 神戸国際大学附属高等学校
- 学校法人香蘭女学校（1888年創立・東京都・St. Hilda's）
  - 香蘭女学校中等科・高等科
- 学校法人聖十字学院（1988年創立・三重県・Holy Cross）
  - 聖十字看護専門学校
- 学校法人聖ミカエル学院（1951年創立・神奈川県・St. Michael's）
  - 聖ミカエル学院幼稚園
- 学校法人聖公会青葉学園（1956年創立・宮城県）
  - 聖クリストファ幼稚園

### 神学校
- 聖公会神学院（東京都世田谷区、神学校）
- ウイリアムス神学館（京都府京都市）

### その他教育施設
- 立教英国学院（イギリスにある在外教育施設）

## 日本聖公会関係の社会福祉法人
- 社会福祉法人新生会（群馬県高崎市、高齢者事業）
  - 恵泉園
  - 榛名憩の園
  - 誠の園
  - エンジェルホーム
  - 榛名春香園
  - 梅香ハイツバルナバ館
  - 梅香ハイツマリヤ館
  - 有料ケアホーム新生の園
  - 有料マチュアホーム穏和の園
  - 新生会ウエルカムセンター
  - 新生会診療所
  - 生活支援ハウス清泉
  - 地域生活支援センター
  - ボランティア研修宿泊施設心泉の家
- 社会福祉法人榛桐会（群馬県高崎市、障害児施設等）
  - はんな・さわらび療育園
  - ハーモニー高崎ケアセンター
  - ゾーン・サポートきぬの郷
  - 浜川こどもとおとなサポートセンター
- 社会福祉法人みどの福祉会（群馬県高崎市、高齢者事業、保育事業等）
  - 新町かぜいろこども園
  - 子育て支援センターわたぼうし
  - 新町デイサービスセンター
  - 新町居宅介護支援センター
  - 高齢者あんしんセンター みどの新町
  - 新町こどもクラブ「虹」・「空」
  - 新町第一小児童クラブ
  - 無料学習支援「みどの学習クラブ」
  - みんなの食堂「まんまる食事会」
- 社会福祉法人葛飾学園（東京都葛飾区、保育事業、高齢者事業等）
  - 西亀有小学童保育クラブ
  - 上千葉学童保育クラブ
  - 半田学童保育クラブ
  - 小菅学童保育クラブ
  - 水元学童保育クラブ
  - 幸田小学童保育クラブ
  - 東綾瀬小学童保育クラブ
  - 南綾瀬小学童保育クラブ
  - ケアハウス サン・ピエール
  - 西亀有ヘルパーステーション
  - 西亀有デイサービスセンター
- 社会福祉法人聖救主福祉会（東京都江東区・杉並区、高齢者事業）
  - 深川愛の園
  - 善福寺愛の園 グループホームはこぶね
  - 善福寺愛の園 デイサービスセンターにじの家
  - まこと保育園
- 社会福祉法人滝乃川学園（東京都国立市、知的障害者教育・養護施設）
  - 滝乃川学園児童部
  - 滝乃川学園成人部
  - 滝乃川学園地域支援部
    - アシスタントサービス色えんぴつ
    - れすぱいとセンター紙ひこうき（児童）・ひこうき雲（成人）
    - 相談支援センターみなも
    - 放課後こどもセンターさにー

  - 滝乃川学園グループホーム部
    - 認知症対応型共同生活介護「やがわ荘」
    - 障害者グループホーム（直営：1事業所10住居、委託：6事業所11住居）
- 社会福祉法人聖ヒルダ会（神奈川県横浜市、高齢者事業・精神障害者支援事業）
  - ベタニヤ・ホーム
  - 横浜市平戸地域ケアプラザ
  - ケアセンターベタニヤ
  - 聖マリヤ館
  - デイサービスベタニヤ
  - 戸塚区生活支援センター
- 社会福祉法人エリザベス・サンダース・ホーム（神奈川県中郡大磯町、児童養護施設・認定こども園）
- 社会福祉法人福光会（神奈川県茅ヶ崎市、児童養護施設）
  - 子どもの園
- 社会福祉法人進和学園（神奈川県平塚市、障害者施設等）
  - 生活介護／単独型短期入所施設 進和万田ホーム
  - 施設入所支援・生活介護／短期入所施設 進和やましろホーム
  - 施設入所支援・生活介護／短期入所施設 進和あさひホーム
  - 施設入所支援・生活介護／短期入所施設 はばたき進和
  - 就労継続支援Ｂ型事業所 サンメッセしんわ
  - 就労継続支援A型／Ｂ型事業所・就労移行支援 しんわルネッサンス
  - 共同生活援助 しんわグループホーム
  - 放課後等デイサービス・指定相談支援事業 ビーライトしんわ・しんわブライト
  - 共同生活援助 サンシティひらつか
  - いずみ保育園
  - 富士見保育園
  - しらゆり保育園
  - 地域子育て支援拠点事業 つどいの広場どれみ
- 社会福祉法人九十九里ホーム（千葉県匝瑳市、高齢者事業、障害者事業、医療社会事業等）
  - 養護老人ホーム瑞穂園
  - 特別養護老人ホーム瑞穂園
  - 特別養護老人ホーム松丘園
  - 特別養護老人ホーム第二松丘園
  - 九十九里ホーム山田特別養護老人ホーム
  - 障害者支援施設聖マーガレットホーム
  - 九十九里ホームデイサービスセンター
  - 九十九里ホーム山田デイサービスセンター
  - 第二松丘園デイサービスセンター
  - ケアサロン悠々
  - 飯高デイサービスセンター
  - 老人保健施設ミス・ヘンテ記念ケアセンター
  - 老人保健施設日向の里
  - 九十九里ホーム病院
  - 九十九里訪問看護ステーション
- 社会福祉法人岐阜アソシア（岐阜県岐阜市、視覚障害者福祉施設）
- 社会福祉法人聖マッテヤ会（三重県津市、高齢者事業、障害者事業、児童養護施設等）
  - 聖マッテヤ子供の家
  - ナザレの家
  - 聖マッテヤ心豊苑
  - 生活介護事業所 ひかり
- 社会福祉法人鈴鹿聖十字会（三重県三重郡菰野町、高齢者事業、障害者事業等）
  - 障害者支援施設 菰野聖十字の家
  - 特別養護老人ホーム 菰野聖十字の家
  - 特別養護老人ホーム 鈴鹿聖十字の家
  - 聖十字四日市老人福祉施設
  - ケアハウス白百合ハイツ
  - 介護老人保健施設 聖十字ハイツ
- 社会福祉法人神愛会（和歌山県西牟婁郡、高齢者事業）
  - 愛の園
  - 深和ホーム
- 社会福祉法人富山聖マリア会（富山県中新川郡、高齢者事業）
  - 特別養護老人ホーム常楽園
- 社会福祉法人聖ヨハネ会（石川県羽咋郡、児童養護施設等）
  - しお子どもの家
  - 押水児童クラブ
  - しお児童クラブ
  - 双葉こども園
  - 双葉第二こども園
  - 聖ヨハネ保育園
- 社会福祉法人白川学園（京都府京都市北区、障害児支援事業等）
  - ひなどり学園
- 社会福祉法人博愛社（大阪府大阪市淀川区、児童養護事業、保育事業、高齢者事業等）
  - こひつじ乳児保育園
  - 博愛社保育園
  - 児童家庭支援センター博愛社
  - 病後児ホームつくしんぼ
  - 地域小規模児童養護施設くるみ
  - 特別養護老人ホーム博愛の園
  - サテライト特養 清心館
  - ケアハウスはくあい
  - はくあい介護サポートセンター
- 社会福祉法人聖ヨハネ学園（大阪府高槻市、児童発達支援事業、放課後デイサービス事業、障がい児相談支援事業等）
  - 児童養護施設聖ヨハネ学園
  - 下田部保育園
  - 特別養護老人ホーム 高齢者総合ケアセンター ミス・ブール記念ホーム
  - ミス・ブール記念高齢者総合ケアセンター
  - ミス・ブール小規模特養
  - うの花療育園
  - ゆう・あいセンター
  - 障がい者支援施設 地域生活支援センター光
  - 聖ヨハネ子どもセンター
- 社会福祉法人東光学園（大阪府堺市中区、児童養護施設、高齢者事業）
  - 児童養護施設 東光学園
  - 特別養護老人 ホームふれ愛の家
  - 東光学園付属診療所
- 社会福祉法人三光事業団（兵庫県西宮市、児童養護施設）
  - 三光塾
  - 御殿山ひかりの家
  - 児童家庭支援センター「子そだてサポートひかり」
  - 西宮市立鳴尾留守家庭児童育成センター
  - 母子生活支援施設 ファミリエひかり
- 社会福祉法人リデルライトホーム（熊本県熊本市中央区）
  - 養護老人ホーム ライトホーム
  - 特別養護老人ホーム リデルホーム黒髪
  - 短期入所生活介護 リデルホーム
  - 特別養護老人ホーム ノットホーム
  - デイサービスセンター ユーカリ苑
  - ホームヘルプサービスセンター リデルホーム
  - 居宅介護支援事業所 リデルホーム
  - 特別養護老人ホーム リデルホーム龍田
  - グループホーム カムさぁ
  - 放課後等デイサービス カムさぁ
  - 熊本市地域包括支援センター ささえりあ浄行寺
  - 小規模多機能型居宅介護事業所 コムーネ黒髪
  - 住宅型有料老人ホーム くろかみの家
  - リデル・ライト両女史記念館

## その他の関連法人
- 学校法人聖路加国際大学聖路加国際病院（1902年創設。東京都中央区）
- 公益財団法人聖バルナバ病院（大阪市天王寺）
- 公益財団法人キープ協会（山梨県北杜市、モデル農村コミュニティ事業）
- 公益財団法人同志会（東京都文京区）
- 特定医療法人新生病院 （長野県上高井郡小布施町）
- 一般財団法人白石庵敬神会（宮城県仙台市青葉区）
- 一般財団法人榛名荘（群馬県高崎市）
  - 榛名荘病院
  - あけぼの苑
- 一般社団法人日本聖徒アンデレ同胞会（東京都港区）
- 特定非営利活動法人工房あかね - ウェイバックマシン（2014年8月25日アーカイブ分）（群馬県高崎市、障害者通所施設）
- 特定非営利活動法人パウル会（長野県上高井郡小布施町、高齢者事業）
  - 居宅支援事業所 かえで
  - 居宅支援事業所 かえですざか
  - 訪問看護ステーション 希望（のぞみ）
  - サービス付き高齢者向け住宅 ナーシングホーム須坂
  - 地域密着型療養通所介護 療養デイサービスすざか
  - 定期巡回・随時対応型訪問介護看護 ケアステーション須坂
  - 看護小規模多機能型居住介護施設 さくら園
  - 認知症対応型共同生活介護事業所 やまびこの家
- 特定非営利活動法人ファミリーサポートセンター聖十字広場（北海道岩見沢市）
- 特定非営利活動法人ぶどうのいえ（東京都文京区）
- 特定非営利活動法人ワンダイム（長野県上高井郡小布施町、海外医療協力・被災地支援事業等）
- 特定非営利活動法人ルカ子ども発達支援ルーム（愛知県尾張旭市）
- 特定非営利活動法人聖公会生野センター（大阪府大阪市生野区）
- 聖公会出版 聖公会関係の書籍の出版。（2016年3月31日解散）

## 不祥事
聖路加チャプレン性加害事件

2017年、日本聖公会系列の聖路加国際病院でチャプレンをしていた日本基督教団無任所教師の男性牧師から二度にわたり病院内で性被害を受けたとして元患者の女性が被害を訴えた。牧師は強制わいせつ容疑で書類送検されたが不起訴になり、そのため女性は牧師と聖路加国際病院を相手取り提訴した。2022年12月に性加害行為を認定する判決が出され、2023年1月に確定した。
日本基督教団及び日本聖公会は判決を受けてそれぞれ公式の見解を発表している。一連の問題の中で被害者の女性は、民事訴訟で性被害が認定されるまでの期間、日本基督教団及び日本聖公会の構成員が、加害者である牧師を擁護し、自分の訴えをないがしろにしてきたとして二次被害について批判し、要望書を提出している。